# چای
چای نام یک نوشیدنی معطر است که معمولاً با ریختن آب داغ یا در حال جوش بر روی برگ‌های عمل آورده شده گیاه «کاملیا سیننسیس»، که گیاهی همیشه‌سبز و بومی آسیای شرقی است به‌دست می‌آید. این نوشیدنی پس از آب، پرمصرف‌ترین نوشیدنی جهان است.
نام این گیاه در زبان چینی جنوبی تِ و در زبان چینی شمالی به‌صورت چا تلفظ می‌شد و هردو تلفظی از یک حرف چینی یگانه در چین قدیم هستند. مردم اروپای غربی نام این گیاه را از چینیان شمالی و مردم خاورمیانه و شمال آفریقا نام آن را از چینیان جنوبی آموختند.
نوشیدنی چای با دم کردن برگ‌ها، جوانه‌ها یا شاخه‌های فرآوری‌شدهٔ بوتهٔ چایِ گونهٔ کاملیا سیننسیس به‌مدت چند دقیقه در آب داغ (نزدیک درجهٔ جوش) درست می‌شود. فراوری آن می‌تواند شامل اکسیداسیون، حرارت‌دهی، خشک‌سازی و افزودن گیاهان، گل‌ها، چاشنی‌ها و میوه‌های دیگر به آن باشد.
چای یک منبع طبیعی از کافئین و آنتی‌اکسیدان‌ها است اما تقریباً بدون چربی، کربوهیدرات‌ها یا پروتئین، دارای طعمی مطلوب است که کمی تلخ و گس می‌باشد.
چای نوشیدنی محبوب در ایران است؛ و بیشتر مردم همه‌روزه آن را مصرف می‌کنند. ایرانیان چای را درمان خستگی نیز می‌دانند.

## تاریخچه
چای یکی از قدیمی‌ترین نوشیدنی‌های جهان است و نخستین بار در چین باستان مصرف شده است. طبق افسانه‌ای معروف، در سال ۲۷۳۷ پیش از میلاد، امپراتور چین، شن‌نونگ، هنگامی که مشغول جوشاندن آب بود، چند برگ چای به‌صورت اتفاقی در دیگ افتاد و عطر دلپذیری ایجاد کرد. این رویداد آغاز مصرف چای در تاریخ دانسته می‌شود.
در طول قرون بعد، نوشیدن چای در سراسر شرق آسیا گسترش یافت. در دوران سلسله تانگ (۶۱۸–۹۰۷ میلادی) چای به بخش مهمی از فرهنگ چینی تبدیل شد. از آن‌جا، راه خود را به ژاپن، کره و دیگر کشورهای آسیایی باز کرد و به مرور آداب‌ و سنت‌های خاصی پیرامون آن شکل گرفت.
ورود چای به ایران به دوره صفویه نسبت داده می‌شود. بازرگانان ایرانی که به چین سفر می‌کردند، چای را وارد کشور کردند و به تدریج این نوشیدنی جای خود را در میان مردم باز کرد. در دوره قاجار، با توسعه کشت چای در شمال ایران به‌ویژه در لاهیجان، چای به نوشیدنی اصلی ایرانیان تبدیل شد.
در سال ۱۲۷۴ خورشیدی /۱۸۹۵ میلادی، محمد میرزا کاشف السلطنه به دستور میرزا محسن خان مشیرالدوله، به سمت ژنرال کنسولی ایران در هند مأمور شد. پس از مدتی اقامت در بمبئی، به محل تابستانی هیئت‌های نمایندگی سیاسی واقع در منطقه سیملا در دامنه هیمالیا رفت و همان‌جا دربارهٔ کشت چای به مطالعه پرداخت. سپس به نواحی چای‌خیز هند سفر کرد و ضمن مشاهده کشت و صنعت چای، دوره تحصیلی آن را نیز به پایان برد و به اخذ گواهینامه نائل آمد. در حالی او به این توفیقات دست می‌یافت که صنعت چای انحصاری بود و آموختن آن به مردم دیگر کشورهای شرقی مجاز نبود. از این رو، وی ناگزیر هویت خویش را پنهان می‌ساخت و به عنوان تاجر فرانسوی در مؤسسه انگلیسی‌ها به تحصیل می‌پرداخت. وی در مزرعه‌ای کشت چای را نیز تجربه کرد.

## فراوری و طبقه‌بندی

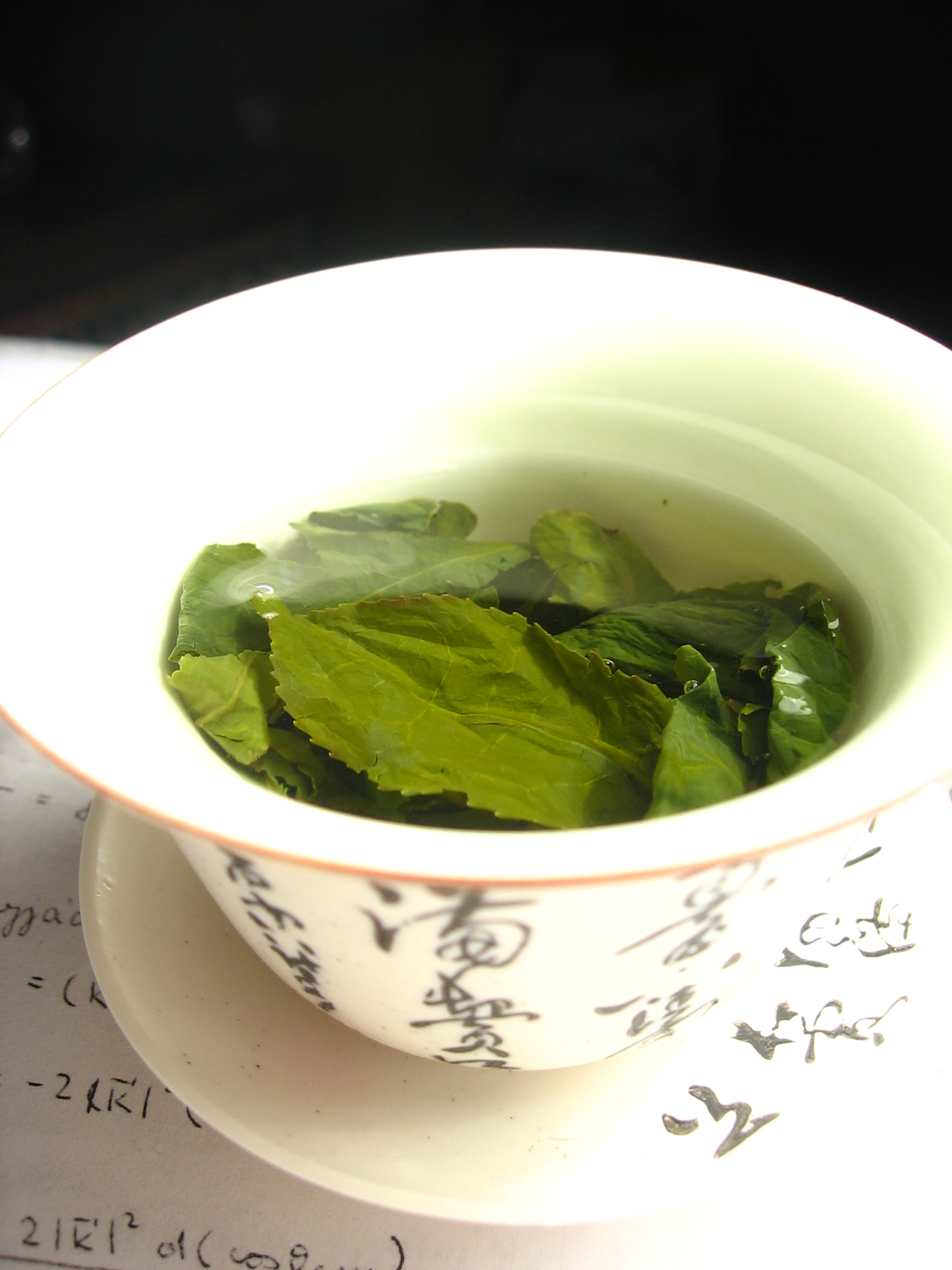
برگ‌های چای درون یک استکان چینی

انواع چای براساس نوع فراوری خود قابل‌تمایز هستند. برگ‌های بوتهٔ گیاه چای، اگر به‌سرعت پس از چیده شدن، خشک نشوند، پلاسیده و اکسیده می‌شوند. این فرایند مشابه با تبدیل جو به مالت است، که در آن نشاسته به انواع شکر تبدیل می‌شود؛ برگ‌های آن به‌سرعت تیره می‌شوند، و سبزینهٔ آن تخریب شده و مواد جوهر مازو در آن آزاد می‌شود. گام بعدی در فرآوری، متوقف ساختن روند اکسیداسیون در مرحله‌ای ازپیش‌تعیین‌شده و از طریق از بین بردن آب برگ‌ها با حرارت دادن آن‌ها می‌باشد.
اصطلاح «تخمیر» (احتمالاً به‌وسیلهٔ پرورش‌دهندگان انگور) برای تشریح این فرایند بکار برده شده، و حتی در مواردی که هیچ‌گونه تخمیر واقعی (یعنی این فرایند با مخمر انجام نگرفته و اتانول هم تولید نشود) صورت نگرفته باشد، استعمال شده است. اما بدون کنترل دقیق رطوبت و دما، قارچ‌ها بروی سطح چای رشد می‌کنند. قارچ‌ها سبب تخمیر واقعی در چای می‌شوند که سبب آلودگی چای با مواد سمی و سرطان‌زا گشته، که در نتیجهٔ آن باید چای را دور ریخت.

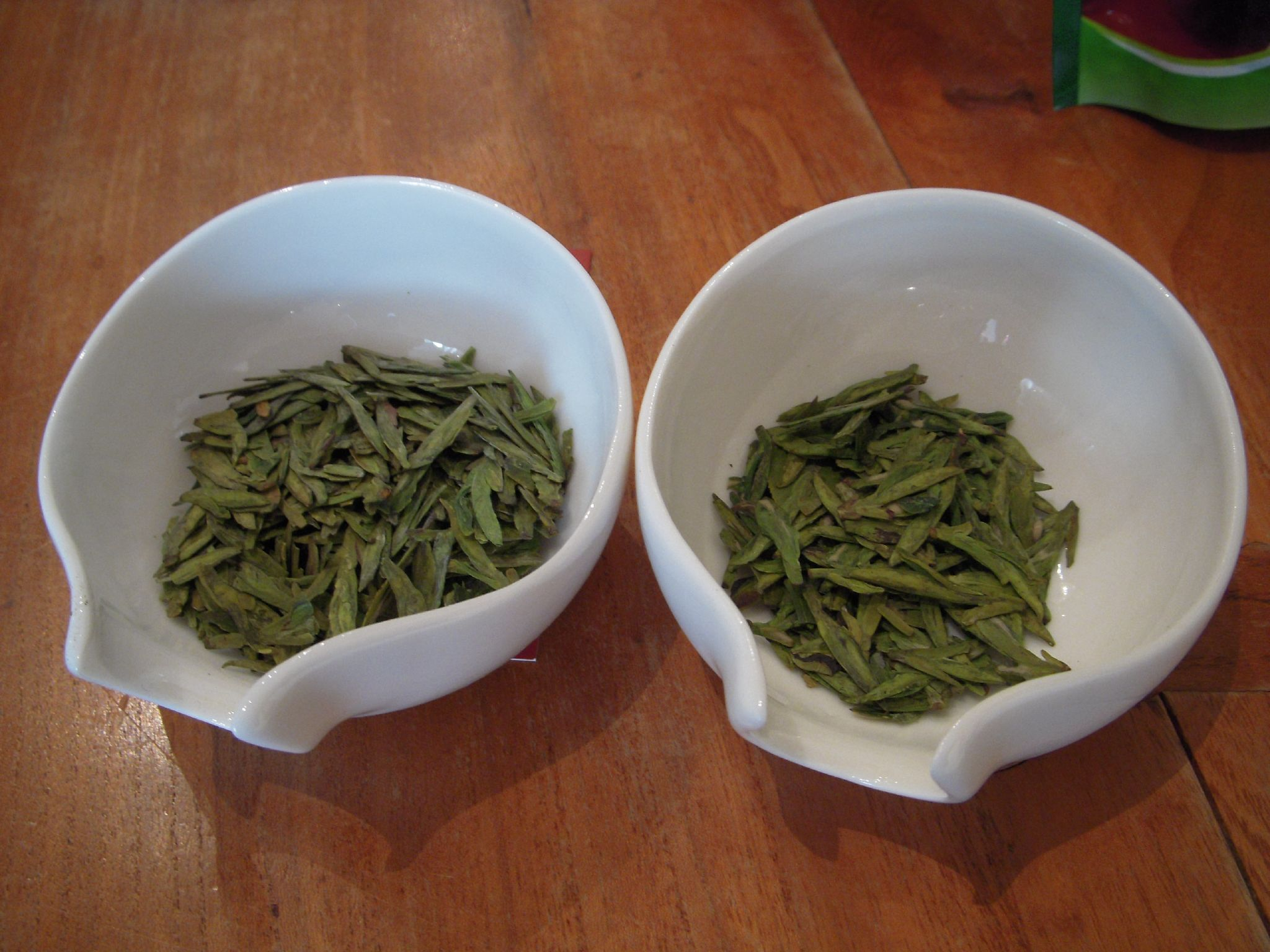
نوعی چای سبز چینی به نام انگ جینگ

از لحاظ سنتی، چای بر اساس درجه و دورهٔ تخمیر شدن (اکسیداسیون) برگ‌ها، به گروه‌های زیر طبقه‌بندی می‌شود:
1. چای سفید: برگ‌های تازه (جوانه‌ها) که تحت عمل [اکسیداسیون] قرار نگرفته‌اند؛ شکوفه‌های چای را برای جلوگیری از تشکیل سبزینه (کلروفیل) از نور خورشید می‌توان دور نگه داشت. چای سفید نسبت به دیگر انواع چای در مقادیر کمتری تولید می‌شود و می‌تواند از همان نوع چای که با روش‌های دیگر تولید شده از لحاظ قیمت نسبتاً گران‌تر تمام شود. این نوع چای در کشورهای دیگر به غیر از چین، کمتر شناخته شده است، اگرچه این شناخت با عرضه چای سفید به شکل کیسه‌ای، و نیز چای سفید سرد و فوری، بیشتر شده است.
2. چای سبز: فرایند اکسیداسیون پس از گذشت زمان اندکی از طریق حرارت یا با بخار که یک روش سنتی ژاپنی است یا به وسیله بو دادن آن در تابه‌های داغ، به عنوان یک روش سنتی چینی متوقف می‌شود. برگ‌های چای را می‌توان به شکل برگ‌های جداگانه یا تبدیل شده به حبه که برای تولید چای باروتی استفاده می‌شود، برای خشک کردن کنار گذاشت. فرایند اخیر، زمان‌بر بوده و به عنوان نمونه تنها برای چای‌های زرین (pekoe) با کیفیت بالا استفاده می‌شود. چای یک یا دو روز پس از چیدن، فرآوری می‌شود.
3. چای اولانگ: عمل اکسیداسیون در حد فاصل بین استانداردهای زمانی مربوط به چای سبز و چای سیاه متوقف می‌شود. فرایند اکسیداسیون دو تا سه روز به طول خواهد انجامید.
4. چای قرمز: می‌گذارند برگ‌های چای به‌طور کامل اکسیده شود. چای سیاه در بیشتر نقاط جنوب آسیا (هند، سریلانکا، بنگلادش، پاکستان و غیره)، و نیز در سده اخیر دربسیاری از کشورهای آفریقائی از جمله کنیا، بروندی، روآندا، مالاوی و زیمبابوه متداول بوده است. ترجمه لغت به لغت عبارت «چای قرمز» را در زبان چینی، می‌توان برای عاشقان چای بکار برد. چینی‌ها آن را «چای سرخ» می‌نامند زیرا رنگ مایع دم کرده آن سرخ است. غربی‌ها هم آن را «چای سیاه» می‌گویند چون برگ‌های چایی که معمولاً دم می‌کنند به رنگ مشکی است. اما چای قرمز به رویبوس نیز اشاره می‌کند، که یک ماده دم‌کردنی گیاهی دم‌نوش رایج در آفریقای جنوبی محسوب می‌شود. فرایند اکسیداسیون از حدود دو هفته تا یک ماه طول خواهد کشید. چای سیاه در طبقه‌بندی دیگر به عنوان چای «ناب» یا CTC (خرد، پخش و به هم پیچیده، روش تولیدی که درسال۱۹۳۲ابداع شده است) مطرح می‌شود. چای‌های سیاه غیر مخلوط نیز از طریق مکان، زمان و فصل (اول، دوم، یا پاییز) تولید خود شناخته می‌شوند. چای‌های ناب و CTC طبق کیفیت برگ پس از تولید و بر اساس سیستم درجه‌بندی چای نیز درجه‌بندی می‌شوند.
5. پوئر (Pu-erh): (در فلات کانتون چین به عنوان پولی (polee) نیز خوانده می‌شود)، دو نوع از این چای وجود دارد، «خام» و «رسیده». نوع خام یا سبز آن را می‌توان بلافاصله مصرف نمود یا گذاشت تا رسیده‌تر شود. طی فرایند رسیدن گیاه چای، چای متحمل عملیات تخمیر ثانویه و میکروبی (باکتریایی) می‌شود. پوئر رسیده از از برگ سبز چای ساخته می‌شود که به‌طور مصنوعی اکسیده می‌شود تا به طعم فرایند رسیدن طبیعی خود نزدیک شود. این عمل تحت فرایند مشابهی کنترل می‌شود تا آن‌ها را با هم ترکیب نماید که در آن هم رطوبت و هم دمای چای به‌طور دقیقی تحت نظارت قرار می‌گیرد. هردو نوع چای پوئر معمولاً به اشکال مختلفی متراکم می‌شوند ازجمله قالبی، قرص‌مانند، کاسه‌ای شکل یا قارچ‌مانند. درحالی که بیشتر انواع چای در همان سال اول تولید خود، مصرف می‌شوند، اما چای پوئر را برای بهبود طعم آن می‌توان دِیرتر مصرف کرد و نوع خامش را بین ۳۰ تا ۵۰ سال و نمونه رسیده اش را بین۱۰ تا ۱۵ سال نگهداری نمود، اگرچه کارشناسان و طرفداران آن در مورد دوره زمانی بهینه توقف فرایند رسیده شدن چای با هم اختلاف دارند. بیشتر اوقات، پوئر را برای مدت ۵ دقیقه در آب جوش خیس می‌کنند. علاوه براین، برخی از ساکنان تبت از پوئر را با کره گاو کوهاندار تبتی (yak)، شکر و نمک می‌جوشانند و چای کره گاوی که بسیار مقوی هم هست را تهِیه می‌کنند. چای‌هایی که همچون پوئر و لیوبائو Liu bao بر روی آن‌ها اکسیداسیون ثانویه واقع می‌شود، در چین به عنوان چای سیاه شناخته می‌شوند. این را نباید با اصطلاح انگلیسی چای سیاه اشتباه گرفت که درچین به آن چای قرمز می‌گویند.
6. چای زرد: یا تحت نام «چای با کیفیت» در دربار سلطنتی استفاده شود، یا چای مخصوصی مشابه با چای سبز، این نوع چای مرحله کند تری از خشک را سپری می‌کند.
7. کوکیچا (Kukicha): همچنین چای زمستان نیز نامیده می‌شود، کوکیچا از شاخه‌های کوچک و برگ‌های کهنه و هرس شده گیاه چای طی فصل زمستانه و با برشته‌سازی، عمل می‌آید. این ماده به عنوان یک غذای سالم در ژاپن و نیز در رژیم‌های افزایش طول عمر به‌طور رایجی مصرف می‌شود.
8. ژنمایکا (Genmaicha): در زبان ژاپنی به معنای چای برنج قهوه‌ای رنگ است، آن چای سبزی است که با برنج خشک قهوه‌ای برشته شده (برخی اوقات برنج بوداده) ترکیب می‌شود، و در ژاپن بسیار متداول بوده اما درچین هم مصرف می‌شود.
9. چای گل (عطری): چای‌هایی که با گل‌ها فرآوری یا دم می‌شوند و هر نوع گلی هم برای گونه خاصی از چای همچون چای سبز یا سرخ، استفاده می‌شود. معروف‌ترین چای عطری، چای یاسمن (هیوآنگ پین در فلات کانتون، هوآچا که نوعی درخت گل در ماندارین چین است) یا چای سبز یا اولانگ معطر (یا دم شده) با گل‌های یاسمن است. گل‌های رز، سدر، لیچی (Lychee)، گل اسمانتوس، و گل داوودی نیز جزو گل‌های رایج مورد استفاده در این نوع چای هستند.

## تاریخچه

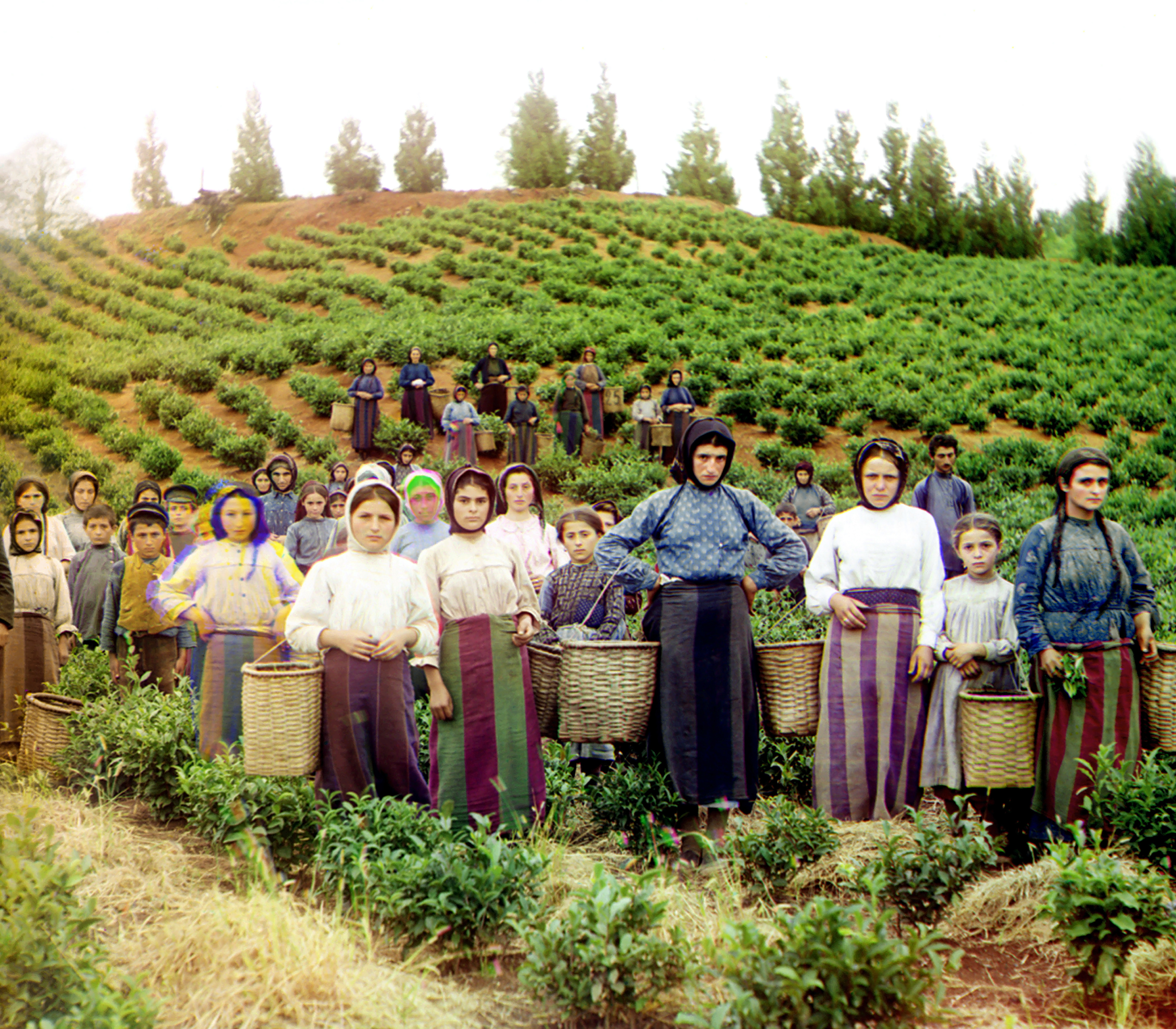
کشت چای در چاکوا (باتومی فعلی) کرانه شرقی دریای سیاه، گرجستان، پیش از سال ۱۹۱۵

بوتهٔ چای برای نخستین بار در چین و در حدود پنج هزار سال پیش شناخته شد که به‌تدریج خواص درمانی آن کشف شد. علاوه‌بر آن از چای برای مصارف رنگ‌آمیزی نیز استفاده می‌شده است.
هلندی‌ها در سدهٔ هفدهم چای را از چین به اروپا بردند. در اروپا چای در مغازه‌های عطاری عرضه می‌شد. نیکولاس تولپ پزشک هلندی در کتاب خود تحت عنوان مشاهدات پزشکی در سال ۱۶۴۱ اعلام کرد: با نوشیدن چای از همهٔ بیماری‌ها در امان هستید و عمرتان طولانی می‌شود. در سدهٔ ۱۸ زمانی که «آن» ملکهٔ انگلیسی چای را به‌جای آبجو انگلیسی به‌عنوان نوشیدنی صبحانه خود انتخاب کرد، مُد با مباحث پزشکی همراه شد.
نوشیدن چای برای مدتی در مستعمرات انگلیس در آمریکا تحریم شد. زمانی که بریتانیایی‌ها بر خریداران چای حتی برای اهداف درمانی، مالیات تحمیل کردند، مستعمره‌نشینان در برخی جوامع به اعتراض برخاستند، بعدها همین معترضان تندخو مخفیانه سوار کشتی‌های بریتانیایی شدند و ۳۴۲ صندوق چای را به «لنگرگاه بوستون» بردند و با بهای ارزان‌تری فروختند.

### افسانه‌های پیدایش چای
براساس افسانه‌ای یکی از سالکان در کوه چای مشغول مراقبه بوده؛ ولی دائم چشم‌هایش بسته می‌شده. برای این‌که بتواند چشم‌هایش را باز نگه دارد پلک‌هایش را می‌برد و به درون کوهستان پرتاب می‌کند. از آن پلک گیاهی بنام چای می‌روید که هدیه ایست از طرف خداوند برای افرادی که به مراقبه (مدیتیشن) می‌نشینند.
براساس یک داستان قدیمی حدود پنج هزار سال قبل تعدادی برگ چای در اثر وزش باد به درون یک فنجان آب داغ که در دست «شن نونگ» امپراتور چین بود، افتاد و حاکم نتیجه این حادثه را به عنوان یک تحول بزرگ برای آب ساده و بی طعم اعلام کرد. در پی آن مصرف چای همه‌گیر شد.
در یک افسانه عامه چینی، شن نونگ (Shennong)، امپراتور چین ابداع‌کننده اسطوره‌ای کشاورزی و طب چینی حدود ۵۰۰۰ سال پیش در حال سفر بوده است. وی که به دلیل تبحرش در روش‌های علمی مشهور بوده، بر این اعتقاد بود که مطمئن‌ترین روش برای نوشیدن آب این است که ابتدا آن را بجوشانند. یک روز متوجه شد که تعدادی برگ در داخل آبی افتاده که وی آن را جوشانده بود. پادشاه نکته بین و کنجکاو جرعه‌ای از آن را نوشید و از طعم مطلوب و خواص نیروبخش آن شگفت زده شد. برخی از افسانه‌های دیگر می‌گویند که امپراتور خواص طبی برخی از گیاهان را برای خود آزمایش می‌کرد، که برخی از آن‌ها سمی بودند، اما آزمایش بر روی چای نشان داد که آن نوشدارو است.
داستان شن نونگ در کتاب «لویو چا جینگ» نیز که یک اثر قدیمی مربوط به این موضوع است، ذکر شده است.
یک اسطوره چینی که در مکاتب بودائیسم و بودیهارما (Bodhiharma) رایج است با کشف چای اعتبار یافته است. بودیهارما، راهب نیمه افسانه‌ای بودائی، پایه‌گذار مکتب بودائی Chan به چین سفر کرد. او چون طی عمل تمرکز حواس به خواب فرورفته بود، خشمگین شد و از این‌رو پلک‌های چشمان خود را قطع کرد. بوته‌های چای از نقطه‌ای روئید که وی پلک‌های خود را درآنجا انداخت. برخی اوقات، این داستان را دربارهٔ گوتاما بودا به جای بودیهارما بازگو می‌کنند.
شن نونگ، پادشاه چین، که در سالنامه‌های چینی او را تقریباً مشوق هر امر نیکی می‌دانند، در سال ۲۷۵۰ قبل از میلاد بر تخت نشست. او در یک شب بهاری زیبا، در سال ۲۷۳۷ قبل از میلاد، زیر درختی در چشم‌اندازی تپه‌ای در منطقهٔ یانگ تسه کیانگ در یکی از قصرهای خود کنار سوگلی دربار نشسته بود. وقتی برای او آب آشامیدنی را می‌جوشاندند چند برگ از شاخه درخت چای وحشی را که به خاطر بوی خوش شکوفه‌ها یش آن را در باغ قصر کاشته بودند در آب ریختند و بدین ترتیب چای کشف شد!

### آسیا

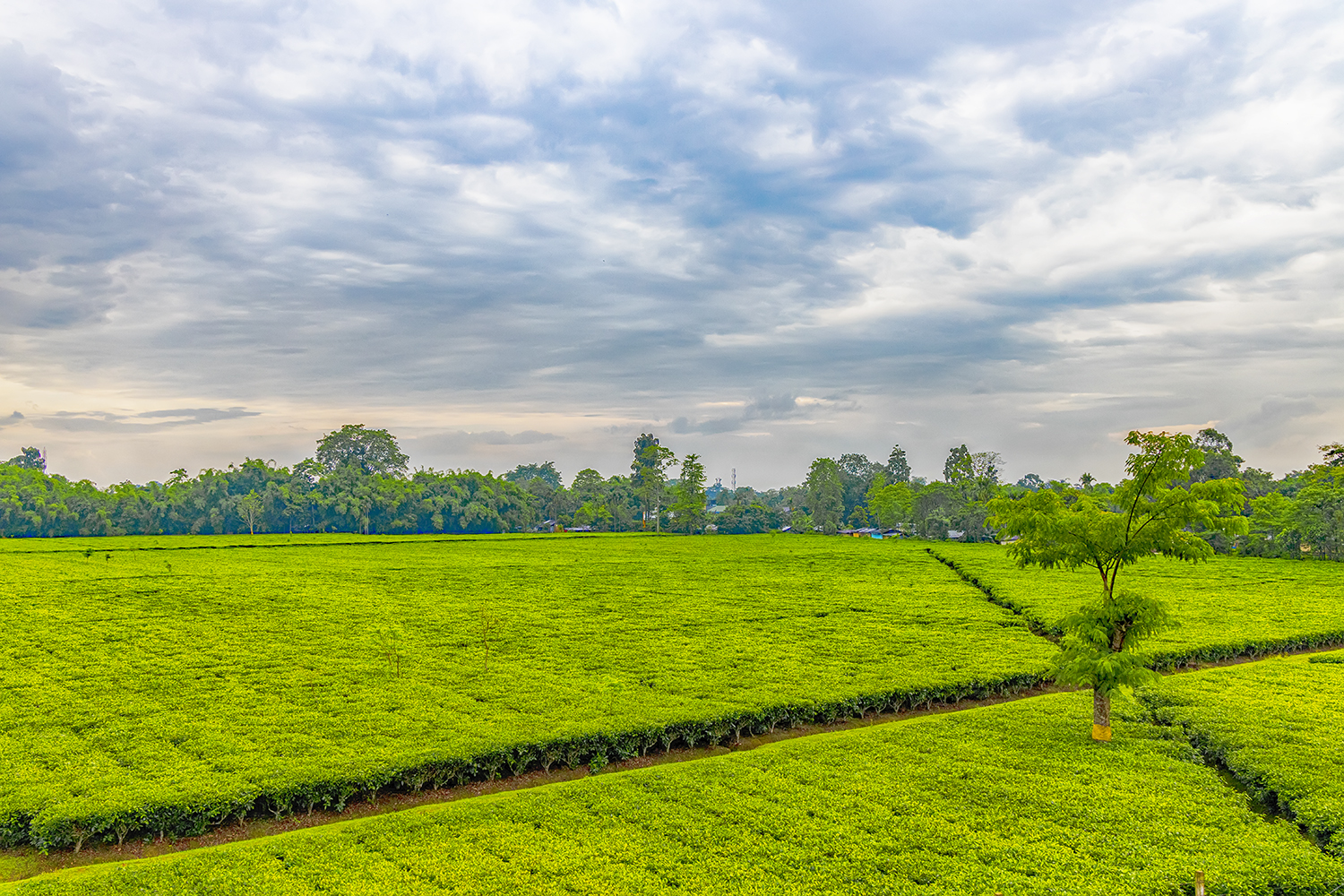
یک مزرعه چای در آسام، هند.

خاستگاه گیاه چای شرق و جنوب چین، میانمار شمالی، و ایالت آسام هند را دربرمی گیرد. رشد فوری (لجام گسیخته) گونه آسامی چای در نواحی قابل مشاهده است که از استان یانا (Yunnan) تا بخش شمالی میانمار و آسام در هند را پوشش می‌دهد. گونه sinesis چای به‌طور طبیعی در نواحی شرقی و جنوب شرق چین می‌روید. تحقیقات اخیر و وجود گونه‌های دورگه از نوع چای در نواحی گسترده‌تری از مناطق مذکور بیان‌گر آن است که خاستگاه چای درنقطه‌ای واقع شده که شامل بخش شمالی میانمار و ایالت‌های یونان و سیچوان چین می‌شود.
ریشه‌های استفاده بشر از چای در افسانه‌های متعددی بیان شده، اما مکانی که برای اولین بار چای تولید شده، نامعلوم است.

#### چین
چای نقش مهمی را در فرهنگ آسیا به عنوان یک نوشیدنی پرمصرف، شفابخش و نیز نمادین از موقعیت اجتماعی در طول سده‌ها، ایفا نموده است. عجیب نیست که کشف آن به ریشه‌های مذهبی یا سلطنتی نسبت داده می‌شود. در واقع چین سده‌هاست که از چای برخوردار است. متخصصین این نوشیدنی را به عنوان درمانی برای گروهی از بیماری‌ها می‌دانند، و اشرافیت در مصرف چای خوب به عنوان نشانه‌ای از جایگاه اجتماعی محسوب می‌شده و مردم عادی فقط می‌توانستند از طعم آن استفاده کنند.
با این که خاستگاه چای به عنوان یک داروی گیاهی مفید برای بیدار ماندن، نامعلوم است، اما چین به عنوان خاستگاه مصرف چای، سابقه تاریخی دست کم ۱۰۰۰ سال پیش از میلاد را به ثبت رسانده است. سلسله هان (Han Dynasty) از چای به عنوان دارو استفاده می‌نمودند. استفاده از چای به عنوان یک نوشیدنی فرحبخش در مناسبتهای اجتماعی به تاریخ سلسله تانگ (Tang Dynasty) و پیش از آن برمی گردد.

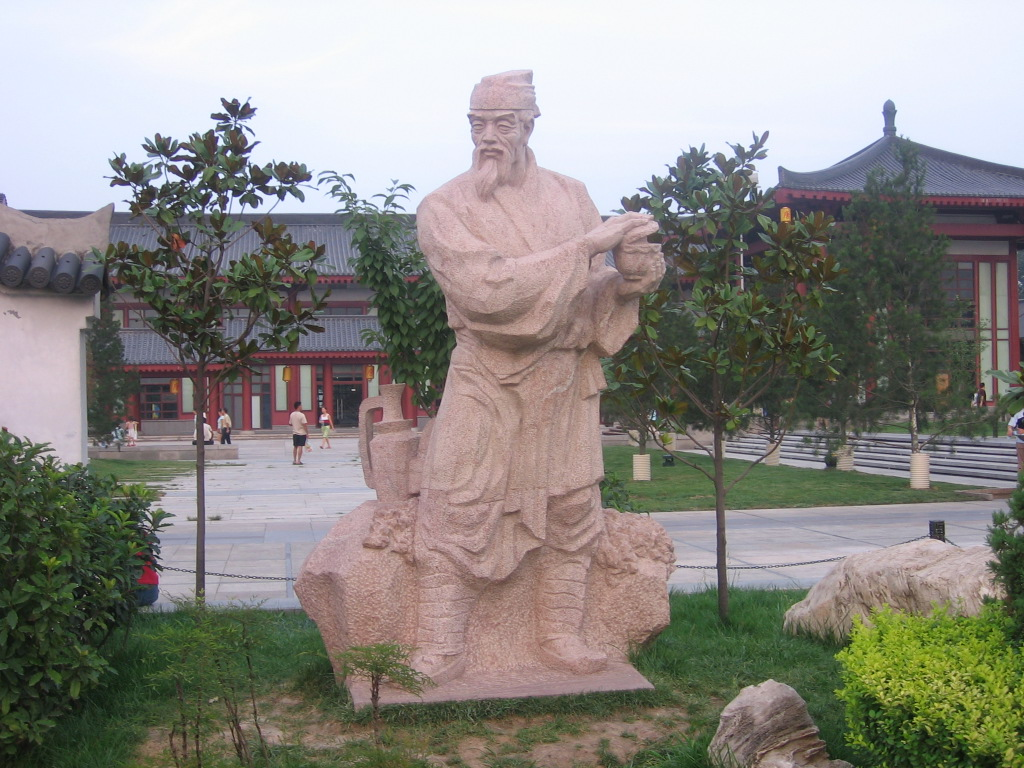
جایگاه اجتماعی لویو دربین اگزیان

کتاب «چاجینگ» (陸羽) اثر لویو (陸羽) نویسنده سلسله تانگ، اولین کار بر روی این موضوع می‌باشد. براساس کتاب چاجینگ که به سال ۷۶۰نوشته شده، نوشیدنی چای در آن زمان متداول بوده است. این کتاب تشریح می‌نماید که چگونه چای عمل می‌آمده، برگ‌های آن فرآوری می‌شده، و چگونه به عنوان یک نوشیدنی تهیه می‌شده است. آن همچنین راجع به چگونگی ارزیابی نوع چای نیز توضیح داده است. در این کتاب حتی از این مطلب سخن به میان آمده که چه نقاطی بهترین مکان برای کاشت چای بوده‌اند.
درآن زمان تاریخچه چای، ماهیت این نوشیدنی و سبک تهیه آن با روشی که ما امروزه بکار می‌بریم، متفاوت بوده است. برگ‌های چای به صورت قالب‌هایی فرآوری می‌شدند. این قالب خشک شده، که کلاً به نام چای آجری نامیده می‌شد داخل یک هاون سنگی کوبیده می‌شد. آب داغ به گرد این قالب چای افزوده می‌شد، یا آن را داخل کتری‌های سنگی می‌جوشاندند و به عنوان یک نوشیدنی گرم مصرف می‌نمودند.
نوعی از چای متراکم که به عنوان چای سفید خوانده می‌شد، تا پس از دوره سلسله تانگ (۹۰۷–۶۱۸م) تولید می‌شد. این نوع خاص چای سفید تانگ به هنگام بهار چیده می‌شد که در آن رشد بوته‌های جوان چای همچون سوزن‌های نقره‌ای فراوان بود. این دست‌چین‌های اول چای به عنوان ماده خام در تهیه چای متراکم استفاده می‌شد.

##### ظهور چای بخار داده و گرد (پودری)
طی دوره سلسله سانگ (۱۲۷۹–۹۶۰)، نحوه تولید و تهیه همه نوع چای تغییر نمود. چای سانگ شامل اشکال کلاسوری (آزادبرگ) بود (برای حفظ خاصیت مطلوب و مورد نظر برای جامعه درباری)، اما شکل جدید پودری آن به وجود آمد. برگ‌های چای چیده می‌شدند و برای حفظ خاصیت رنگ و طراوت آن بخار داده می‌شدند. پس از عمل بخار دادن، این برگ‌ها خشک می‌شدند. سپس چای نهایی کاملاً به صورت پودر درمی‌آمد و درداخل کاسه‌های بزرگی هم زده می‌شد. نوشیدنی حاصله به دلیل ظاهر زمردی سیر یا سفید قوس و قزحی (رنگین کمانی) و نیز نیروی شاداب‌سازی و سلامتی بخش خود بسیار مورد توجه قرار می‌گرفت. چای نوشیدنی درمیان مقامات دولتی و روشنفکران در طول دوران سلسله سانگ در جنوب چینی (قرون۱۲و۱۳) رواج داشت. آن‌ها هنگام صرف چای، به اموری چون خواندن شعر، خطاطی، نقاشی، و بحث فلسفی می‌پرداختند. برخی اوقات نیز آن‌ها درمکان‌هایی که چای و بساط چای رایج بود، مسابقاتی برای کیفیت چای به راه می‌انداختند. زمانی که هوی ژونگ، پادشاه سلسله سانگ، مدعی شد که چای سفید از لحاظ مرغوبیت در راس تمام انواع چای قرار دارد، وی حرکت تکاملی را برای دستیابی به یک گونه جذاب از چای را به راه انداخت.
این نوع سبک سانگ با تهیه چای با پودر آن در سرامیک آلات طی مراسمی زیبا که به نام مراسم چای سانگ شناخته شده، همراه بود. راهبان ژاپنی که در این زمان به چین سفرکرده بودند، این مراسم تهیه چای را آموخته و با خود به وطنشان بردند. اگرچه این مراسم بعدها درچین منسوخ شد، اما این سبک سانگ تهیه چای در ژاپن تحت عنوان مراسم چای تکامل یافت و تا امروز نیز ادامه دارد.
بسیاری از ارقام چای سفید با طعم‌های جذاب برای جامعه درباری درطی دوره سلسله سانگ تهیه گردید. هوی ژونگ که بین سال‌های ۱۱۲۵–۱۱۰۱ بر چین حکومت می‌کرد، چای سفید را بهترین نوع چای می‌دانست، و با توسعه ارقام مختلف چای سفید در میان سلسله سانگ مشهور شد، و از آن جمله نشاء یشمی قصر و نشاء نقرابی ابریشمی چای، است.
تولید چای سفید مستلزم کار بسیار فشرده و طاقت فرسایی بود. درابتدا، چای از گونه‌های انتخاب شده بوته‌های عمل آمده یا درختان چای وحشی دراوایل بهار، چیده می‌شد. چای فوراً در معرض بخار قرار می‌گرفت، و سپس جوانه‌های آن انتخاب شده و پوسته بیرونی و گره خورده برگ چای کنده می‌شد. تنها بخش ظریف داخلی جوانه چای در آب چشمه خیسانده شده و سپس خشک می‌شد. این فرایند چای سفیدی را به وجود می‌آورد که به اندازه ضخامت کاغذ باریک و نازک بودند.
زمانی که عمل فرآوری انجام شد، چای نهایی توزیع می‌شد و اغلب به عنوان خراج یا مالیات به شکل فله به دربار سانگ ارسال می‌شد. آن سپس به صورت گردی سفید–نقره‌ای رنگ کاملاً خرد می‌شد و برای استفاده در مراسم چای سانگ، درون ظروف سرامیکی بزرگ هم زده می‌شد. این چای‌های سفید پودری نیز در آن دوره برای انجام مسابقات معروف هم زنی چای استفاده می‌شد.

##### بو دادن و دم کردن
بخار دادن به برگ‌های چای، فرایندی مقدماتی بوده که برای سده‌ها جهت تهیه چای بکار گرفته می‌شد. پس از تبدیل چای متراکم به شکل پودر چای، یکبار دیگر تولید چای برای تجارت و توزیع، تغییر نمود. چینی‌ها روش متفاوتی را برای فرآوری چای در میانه سده ۱۳ میلادی ابداع نمودند. برگ‌های چای ابتدا برشته می‌شد و سپس به جای بخار دادن آن‌ها را خرد می‌کردند. این روش، خاستگاهی برای چای‌های دارای کیفیت پایین امروزی و دم کردن آن‌ها است.
در سال ۱۳۹۱، دربار سلسله مینگ فرمانی را صادر کرد که طی آن تنها چای فله به عنوان خراج پذیرفته می‌شد. در نتیجه، تولید چای فله افزایش یافت و شیوه‌های فرآوری آن پیشرفت نمود. به زودی، بیشتر چای‌ها به صورت برگ کامل، فله توزیع شده و در در ظروف سفالی دم می‌شدند.

##### اکسایش
تخمیر چای ارتباطی به تخمیر با مخمر ندارد. آن در واقع اکسایش برگ‌های چای است. در سده ۱۷، پیشرفت‌های متعددی در تولید چای صورت گرفت. در بخش جنوبی چین، برگ‌های چای را در ابتدا در زیر آفتاب خشک شده و سپس نیمه تخمیر گردیده، و از آن چای سیاه دراگون (اژدها) یا اولانگ تولید می‌نمودند. اما، این روش در باقی نقاط چین معمول نبود.

#### کره
اولین مدرک مستند تاریخی اعطای چای به یکی از خدایگان آباء و اجدادی در مراسمی در سال ۶۶۱ است که در آن یک پیشکش چای به روح شاه سورو از گایا، بنیان‌گذار سلسله جوموان گایا (Geumgwan Gaya) (۵۶۲–۴۲) تقدیم شده است.
شواهد به دست آمده از سلسله گوریو (۱۳۹۲–۹۱۸) نشان می‌دهد که هدایایی از چای در معابد بودائی به ارواح راهبان گرانقدر تقدیم می‌شده است. در دوره سلسله چوسان (Joseon Dynasty) (۱۹۱۰–۱۳۹۲)، خانواده سلطنتی یی Yi و طبقه اشراف برای انجام آداب و رسوم ساده خود، در «مراسم روز چای» که یک مراسم فراگیر در آن زمان بود از چای استفاده می‌نمودند، در حالی که در مراسم چای مخصوص برای مناسبت‌های ویژه‌ای آن را بکار می‌بردند. این موارد در کشورهای دیگر وجود نداشت.
دراواخر دوره چوسان، افراد معمولی به این مراسم می‌پیوستند و از چای برای برگزاری مراسم اشرافی استفاده می‌کردند، که در پی آن نمونه موجود در چین بر مبنای متن ژوگزای، تشریفات خانوادگی می‌باشد.
ظروف سنگی رواج داشت، سرامیک‌آلات بیشتر معمول بود که عمدتاً در کوره‌های روستائی با خاک چینی کمیابی ساخته می‌شد، چراکه خاک چینی سلطنتی با دراگون‌های آن از همه نادرتر بود.
ازلحاظ تاریخی ظاهر کاسه‌ها و فنجان‌ها بر اساس تأثیرات مذهبی، طبیعت‌گرا است. رنگ سبز بیدی یا یشمی آنها، پانچونگ، یا سینی‌های رنگ و رفته برنز مانند برای مراسم بودائی چائی؛ ناب‌ترین رنگ سفید در طرح‌های کم‌رنگ چینی آلات برای مراسم چای کنفسیوس؛ چینی‌های زمخت‌تر و بلورجات متمایل به طوسی برای مراسم چای آنیمیستی (روح باوران) یا برای صادرات به ژاپن استفاده می‌شد که درآنجا به آن ظرف نگهداری برنج (gohan chawan) می‌گفتند. بافت سطحی نسبتاً هنرمندانه آن از خاک رس و ماسه در ترکیب با لایه نازکی از شیشه ساخته شده بود که به خصوص دارای ارزش بالا بوده و از آن کپی‌برداری می‌شد. تصادفی بودن این آفرینش (هنری) را می‌توان به عنوان یک لحظه سرنوشت‌ساز کنونی بیان کرد که برای اربابان تولیدکننده چای از اهمیت برخوردار بوده است.
برخلاف سنت چینی، هیچ‌یک از ظروف چای کره‌ای را در مراسم مزبور، به عنوان آزمایش در یک نت موسیقی زیبا بکار نمی‌برند. در عوض قضاوت راجع به آن‌ها براساس طبیعی بودن شکل، حس، و رنگ‌آمیزی آن‌ها است.
ابتدایی‌ترین نوع چای مصرف شده در مراسم‌های چای، به شدت تحت تأثیر استفاده از قالب‌های چای سیاه قرار داشته، و معادل قدیمی آن چای پوئر هنوز هم در چین رایج است. بهترین نمونه‌های چای مورد توجه قرار داشته، و چای با قدمت زیاد از چین وارد شده و رواج خاصی در دربار داشته است. اما واردات گیاه چای توسط راهبان بودائی نمونه‌های مرغوب‌تری از چای را وارد کره و مراسم چای در آن نمود.
درحالی که چای سبز همچون «چاکاسول» یا «چاگنو»، بیشتر مصرف می‌شود، اما انواع دیگر چای همچون Byeoksoryung" Chunhachoon, Woojeon, Jakseol, Jookro Okcheon، و نیز چای معطر گل داوودی، چای برگ خرمالو، یا چای بومادران را می‌توان در زمان‌های مختلف سال مصرف نمود.
راهبان بودائی با تقدیم نذورات در مراسم چای شرکت می‌کنند. اما اصالت گوریو (Goryeo) و بعد از آن راهبان فرقه یانگبان کنفسیوس به این مراسم رسمیت داده‌اند. مراسم چایی همواره برای مناسبت‌های مهمی بکار می‌رود همچون سالروز تولد، بزرگداشت‌ها، یاد کردن از دوستان قدیمی، و به‌طور فزاینده روشی برای مکاشفه از طریق تمرکز حواس Seon.

#### ژاپن

##### وارد کردن چای و فرهنگ چای
اولین مراجع شناخته شده برای چای سبز در ژاپن در متنی قرار دارد که توسط یک راهب بودائی در سده نهم نوشته شده است. چای به یک نوشیدنی در میان طبقات مذهبی ژاپن تبدیل شد زمانی که راهبان و مبلغان ژاپنی به چین اعزام شدند تا فرهنگ مربوط به چای وارد شده به ژاپن را بیاموزند. اولین نوع چای احتمالاً به شکل قالبی از چین وارد شد. شواهد باستانی نشان می‌دهد که اولین بسته بذر چای از طریق کاهنی به نام Saicho در سال ۸۰۵ و بعدها توسط فرد دیگری به نام Kukai در سال ۸۰۶ وارد شد. چای به یک نوشیدنی برای طبقات سلطنتی در زمان پادشاه ساگا (嵯峨天皇) شاه ژاپن تبدیل شد زمانی که وی کشت گیاه چای را در ژاپن رواج داد. بذرهای آن از چین وارد، و کشت آن در ژاپن آغاز گردید.

##### کتاب چای Kissa Yojoki
در سال ۱۱۹۱، کاهن مشهور فرقه بودائی زن (zen) با نام Eisai بذرهای چای را به کیوتو برگرداند. مقداری از این بذرها برای مایوشونین کاهن آورده شد و مبنایی برای چای Uji گردید. قدیمی‌ترین کتاب تخصصی راجع به چای در ژاپن، Kissa Yojoki یا 喫茶養生記 (چگونه با نوشیدن چای سالم بمانیم) از سوی ایسای نوشته شد. این کتاب دو جلدی در سال ۱۱۲۱ پس از دومین و آخرین دیدار وی از چین نوشته شده است. چای نوعی عامل درمان نهایی ذهنی و طبی است و این توان را دارد تا زندگی بشر را پربارتر و طولانی‌تر بکند.  مقدمه کتاب دربارهٔ این مطلب شرح می‌دهد که چطور چای می‌تواند اثر مثبتی بر پنج اندام حساس بدن و به ویژه قلب داشته باشد. آن راجع به خصوصیات طبی چای توضیح می‌دهد که شامل تقلیل اثر الکل شده و به عنوان یک محرک موجب درمان دمل‌ها، فرونشاندن تشنگی، رفع سوء هاضمه، بهبود بریبری، جلوگیری از بیحالی (کسلی)، و بهبود فعالیت دستگاه ادراری و مغز می‌شود. بخش اول آن کتاب دربارهٔ اشکال گیاه چای، گل‌ها و برگ‌های چای توضیح داده و بیان می‌کند چطور گیاه چای رشد نموده و برگ‌های چای فراوری می‌گردد. فصل ۲، درکتاب دربارهٔ میزان مصرف و روش خاص لازم برای درمان بیماری‌های فیزیکی افراد شرح می‌دهد.
ایسای به طبقه جنگجو پیشنهاد می‌کند چای بنوشند که سرشناسی سیاسی ویژه‌ای را پس از دوره هاین به دست آورده بودند. ایسای بیان می‌کند که شوگون عادت داشت هرشب مقدار زیادی چای بنوشد. در سال ۱۲۱۴، ایسای کتابی را عرضه نمود که آن را خطاب به ژنرالی نوشت و در آن از منافع سلامتی حاصل از نوشیدن چای اشاره نمود. پس از آن، رسم نوشیدن چای در میان سامورایی‌ها معمول گردید.
از همان ابتدا، چای سبز در بین مردم با فرهنگ ژاپن رواج یافت. نوشیدنی برای طبقه بالای جامعه و نیز کهانت بودائی در ژاپن. تولید افزایش یافت و چای به‌طور فزاینده در دسترس قرار گرفت، اگرچه هنوز از این امتیاز طبقه بالاتر اجتماع برخوردار بودند.

##### برشته‌سازی چای به ژاپن معرفی شد
در سده ۱۳ و دوره سلسله مینگ، جنوب چین و ژاپن بیشتر از تبادل فرهنگی برخوردار بودند. تجارت عمده‌ای صورت می‌گرفت و روش برشته‌سازی در فرآوری چای در کیوشوی ژاپن رواج یافت. چون روش بخاردهی (سده ۹ م) و برشته‌سازی (سده ۱۳ م) طی دوره مختلف به ژاپن آورده شده، چای‌های این دوره نسبت به دیگر چای‌ها متمایز هستند.

##### پیدایش فرهنگ چای در ژاپن
سرگرمی‌ها در سده‌های ۱۲ و ۱۳ در چین متداول بود. خواندن شعر، خطاطی، نقاشی، و بحث فلسفی در حالی که مراسم چای طی چند سده از سوی راهبان بودائی (زن) و تحت رهبری اساسی راهبی به نام سنو رایکو (۱۵۹۱–۱۵۲۲) رواج می‌یافت. در واقع، هر دو مورد نوشیدنی و مراسم چای نقش فعال خود را در سیاست فئودالی ایفا می‌کردند. شماری از مذاکرات مهم در میان رهبران ملوک الطوایف درصحنه مقرراتی و بی سر و صدای مراسم چای برگزار می‌شد. تا پایان سده ۱۶م، مسیر جاری چای تعیین شد. نهایتاً، چای سبز قابل دسترس توده‌های مردم شد، و به رایج‌ترین نوشیدنی ملی تبدیل شد.

##### چای سبز جدید ژاپن
در سال ۱۷۳۸، سوئن ناگاتانی، چای 煎茶 یا senchai (سنچای) را که شکل تخمیر نشده‌ای از چای سبز بود، توسعه داد. برای تهیه چای سنچای، اولین برگ‌های تحت فشار اولیه بخار است که بعداً به چای کلاسوری تبدیل و خشک می‌شود.
به سال ۱۸۳۵، کاهای یاماموتو چای نوع گیوکورو (gyokuro) بهترین نوع چای سبز فله با برگ کلاسوری می‌باشد و با سایه انداختن درختچه‌های چای که طی هفته‌ها موجب افزایش بهره‌برداری محصول شده تا خواص شیمیائی برگ را به روش‌هایی تغییر دهد که از نظر بیشتر مصرف‌کنندگان چای سبز مطلوب گردد.
چای maccha جدید از به‌طور طبیعی از همان درختچه‌های انبوه تحت عنوان گیورکو به دست آمده و پور خالص آن به‌طور کامل با آب داغ مخلوط می‌شود، و از این چای در مراسم چای ژاپن استفاده می‌شود.

##### ماشین خردکن
درپایان دوره میجی (۱۹۱۲–۱۸۶۸) ماشین تولید چای سبز به بازار عرضه شده بود و جایگزین تهیه دستی چای شد. این ماشین‌ها برای مقاصد مقدماتی چون خشک کردن، کوبیدن (خرد کردن)، خشک‌سازی ثانویه، کوبیدن نهایی، و بخاردهی چای بکار می‌رود.

##### خودکار کردن
خودکارسازی به بهبود کیفیت و کاهش بار کار کمک می‌کرد. حسگرها و کنترل‌های کامپیوتری در اتوماسیون ماشینی به نحوی ارائه شده‌اند که کارگران غیر ماهر نیز بتوانند بدون آسیب به کیفیت چای محصول برتر چای را تولید کنند. نواحی مشخصی در ژاپن به عنوان تولیدکننده انواع مخصوص چای سبز شناخته شده‌اند، و نیز چای‌هایی با کیفیت استثنائی چرا که خود برگ‌های سبز چای به عنوان کالای بسیار ارزشمند محسوب می‌شود. این ترکیب از عطا طبیعت و پیشرفت‌های فنی بشری موجب تولید استثنائی‌ترین محصولات چای سبز می‌گردد که در بازارهای امروزی فروش می‌روند. امروزه، چای سبز برشته شده دیگر در ژاپن رایج نبوده و در عوض، از گرد چای در مناسبت‌ها و مراسم استفاده می‌شود.

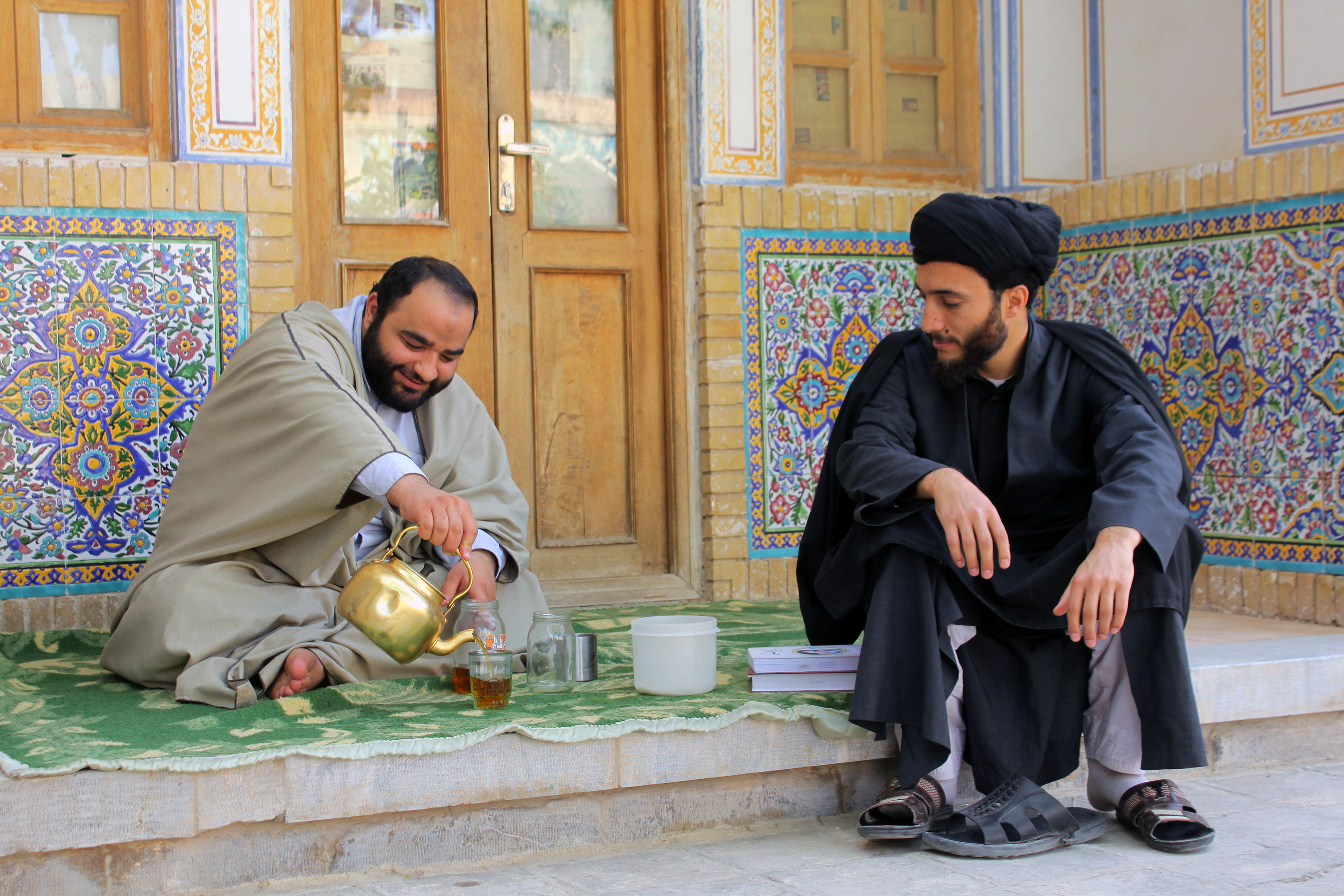
دو روحانی مسلمان در حال نوشیدن چای در حیاط یک مدرسه

#### ایران

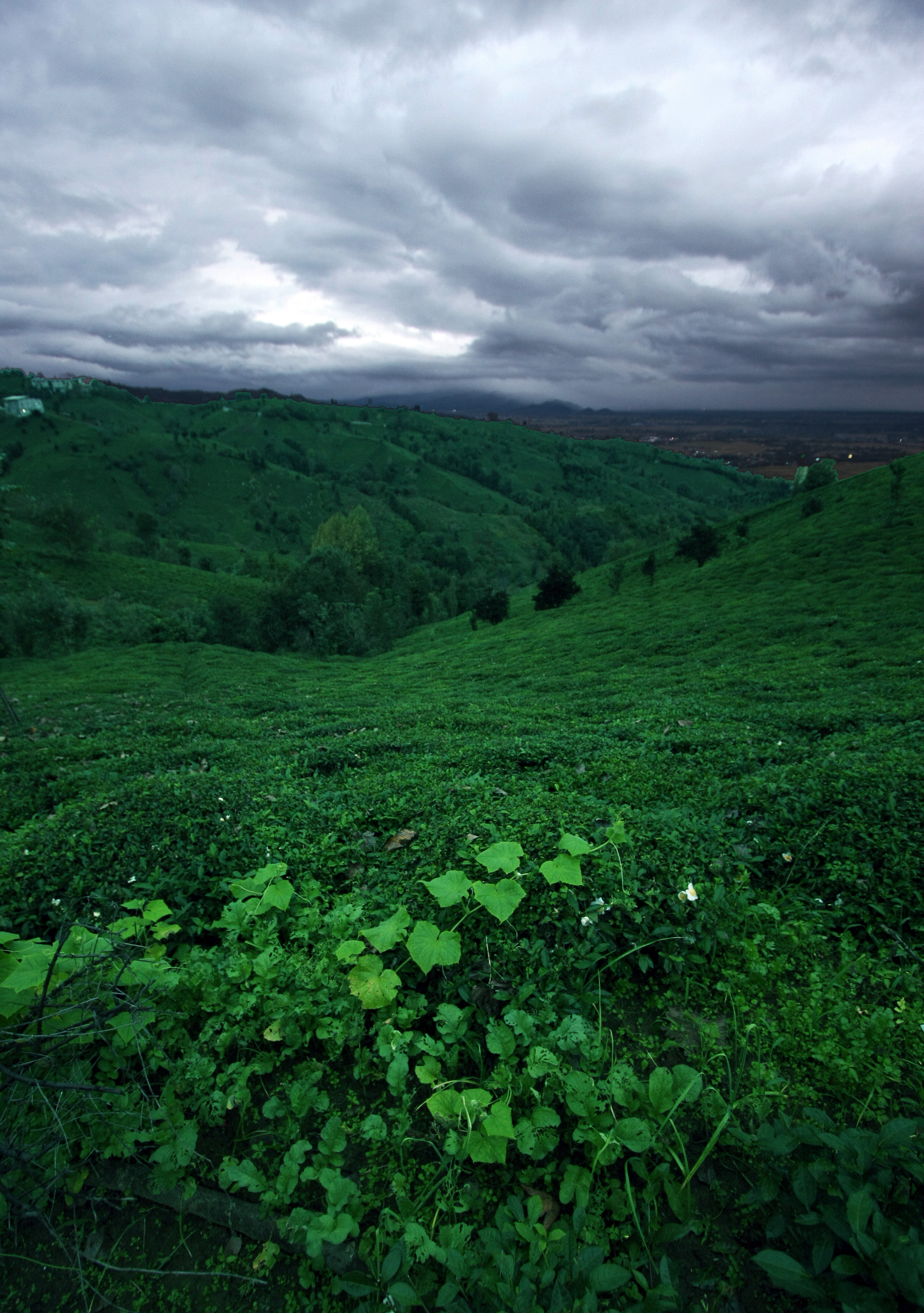
کشتزار چای در گیلان.

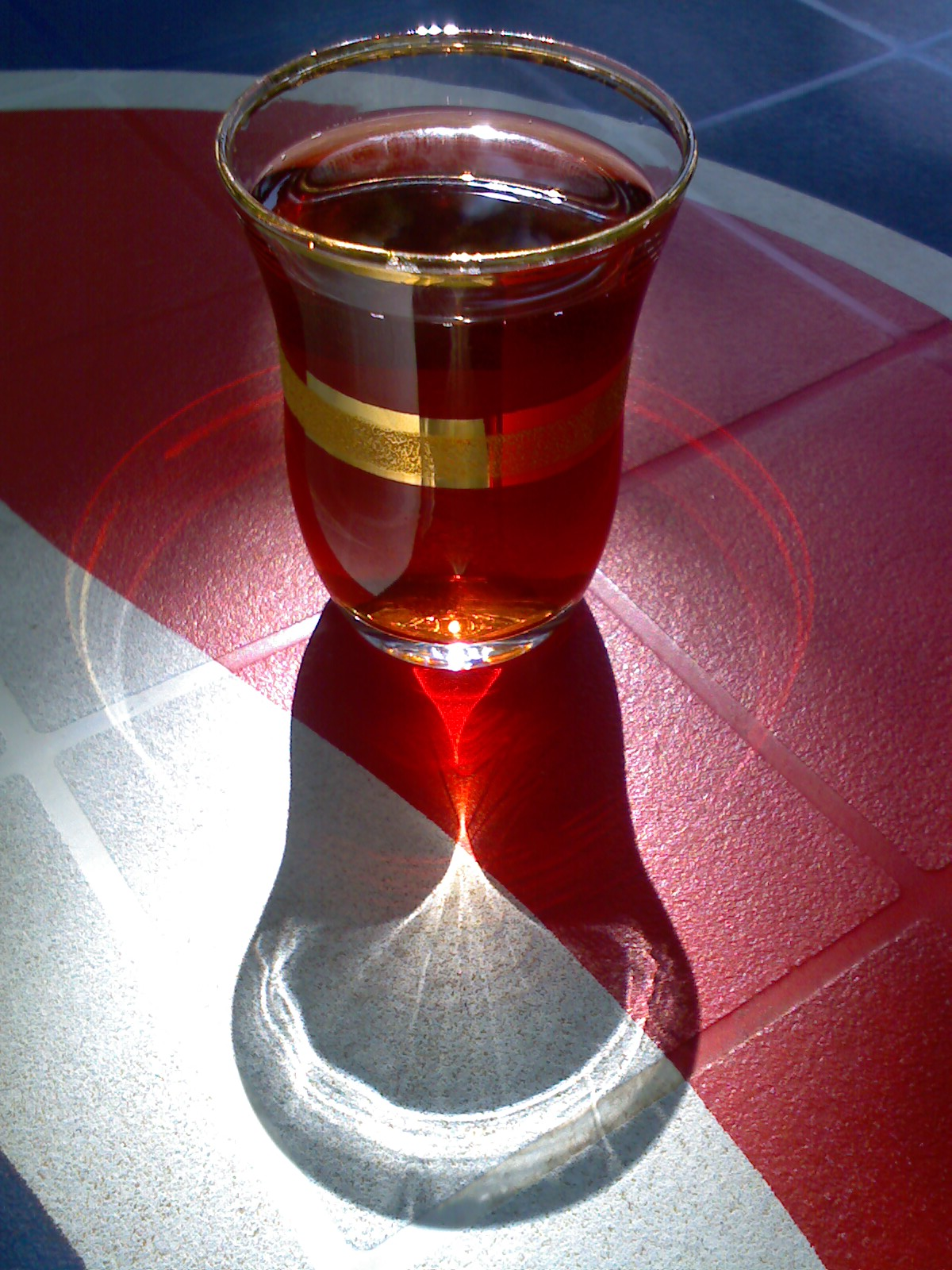
چای منطقه خاورمیانه

امروزه مصرف چای، یکی از اجزای جدایی ناپذیر زندگی عادی مردم در ایران است. اما سابقه مصرف چای در ایران، کمتر از دو سده است. با این حال، برخی معتقدند که پیشینهٔ مصرف چای در ایران به سده دوم میلادی می‌رسد و برخی از جهانگردان از چایخانه‌هایی سخن گفته‌اند که بزرگان و توانگران در آن جا جمع می‌شدند و چای می‌نوشیدند. 
مشخص نیست ایرانیان چه زمانی اولین بار با این نوشیدنی آشنا شدند. ابوریحان بیرونی در کتاب الصیدنه اش که در نیمهٔ اول سده پنجم نوشته شده، جزئیاتی در خصوص گیاه چای و استفاده از آن به عنوان نوشیدنی در تبت و چین آورده است. ظاهراً عادت چای نوشی تا سده هفتم هجری به غرب آسیا نرسیده و ممکن است مغول‌ها در اشاعهٔ آن تأثیر داشته باشند. امیرکبیر، ممکن است نقشی در ترویج چای در ایران داشته باشد؛ او از دولت فرانسه دو دست ظروف چای خوری، شامل سماور نقره‌ای، و یک عدد دیگر را از تاجری روس دریافت کرد. امیر کبیر انحصار سماورسازی با یارانهٔ دولتی را به استادکاری در اصفهان اعطا کرد.
کشت چای در ایران، از سال ۱۳۱۴ هجری قمری آغاز شد. در این سال، یکی از رجال آن دوره به نام محمد میرزا کاشف السلطنه که به عنوان ژنرال کنسول ایران در هند مأمور به خدمت بود، توانست در بازگشت به ایران، چند بته چای را با زحمت فراوان وارد ایران کند. وی با توجه به مطالعاتی که بر روی انواع چای و نحوه کشت آن‌ها نموده بود، شهر لاهیجان را به دلیل وجود هوای مناسب برای کشت چای انتخاب کرد. این شهر امروز به عنوان مرکز کشت چای در ایران درآمده است و انواع مختلف چای مانند چای ایرانی عطر گیلان در آنجا تولید می‌شود. مقبرهٔ کاشف‌السلطنه در لاهیجان امروز به صورت گنجینهٔ تاریخ چای ایران در لاهیجان درآمده است.
سهم ایران ۴ تا ۵/۴ درصد از مصرف کل چای جهان است.

### چای در کل جهان توزیع می‌شود
مارکو پولو به عنوان یک سیاح ونیزی در سفرنامه خود از چای سخنی به میان نیاورده است، تصور می‌شود که اولین گروه اروپائیان که با چای سروکار داشته‌اند، مسیحیان ساکن در پکن باشند که در دربار امپراطورهای اواخر سلسله مینگ (Ming) حضور داشته‌اند؛ یا کاشفان پرتغالی باشند که از ژاپن در سال ۱۵۶۰ دیدار نمودند. روسیه در سال ۱۶۱۸ پس از امپراتور مینینگ چینی که چای را به عنوان هدیه برای سزار میشل اول پیشکش فرستاد، به خواص چای پی بردند.
به زودی چای به اروپا عرضه گردید که به سرعت در میان ثروتمندان فرانسه و هلند رواج یافت. استفاده انگلیس از چای به حدود سال ۱۵۶۰ برمی گردد و به شاهزاده پرتغالی، «کاترین از براگنزا» و همسر ملکه یعنی «چارلز دوم از انگلستان» نسبت داده می‌شود.
تقاضای فراوان برای چای در بریتانیا سبب کسر (تراز) تجاری نسبت به چین شد، و باعث شد تا انگلستان در میانه سده نوزدهم خود به تولید آن بپردازد. استفاده از بذرهای آن که از چین قاچاق می‌شد (نوعی ممنوعیت ورود برای خارجی‌ها به نواحی کشت چای وجود داشت)، و سبب ایجاد آزمایش‌های ناموفق برای انگلستان گردید اما نهایتاً موفق شدند کشت مولد آن را در بخش‌هایی از مستعمرات آن کشور در هند که واجد آب و هوا و خاک مناسبی بود، انجام دهند. آن‌ها تلاش نمودند تا کسری تجاری خود را با فروختن تریاک به چین جبران نمایند که بعدها سبب جنگ اول تریاک در سال‌های ۱۸۳۸ تا ۱۸۴۲ گردید.
ساکنان بوستون در سال ۱۷۷۳ در اعتراض به سیاست چای و مالیات آن انجمنی به نام انجمن چای بوستون تشکیل دادند و انبارهای چای بریتانیا را تخریب کردند. پیش از اقدام این انجمن، ساکنان ۱۳ مستعمره بریتانیا در آمریکای شمالی بیشتر چای مصرف می‌کردند تا قهوه. در بریتانیا قهوه بیشتر رایج بود. پس از اقدام معترضان علیه مالیات‌های مختلف مربوط به چای، استعمارگران بریتانیایی به عنوان یک عمل وطن خواهانه از نوشیدن چای خودداری نمودند. همچنین، اهالی برایتون کمتر از قهوه مصرف نمودند.
این روزها، سیاست‌های متناقضی راجع به چای وجود دارد. چایکاران در ژاپن، تایوان و چین اغلب از درآمدهای بهتری نسبت به کشاورزان تولیدکننده چای سیاه در دیگر کشورها برخوردارند…

## چای در ایران

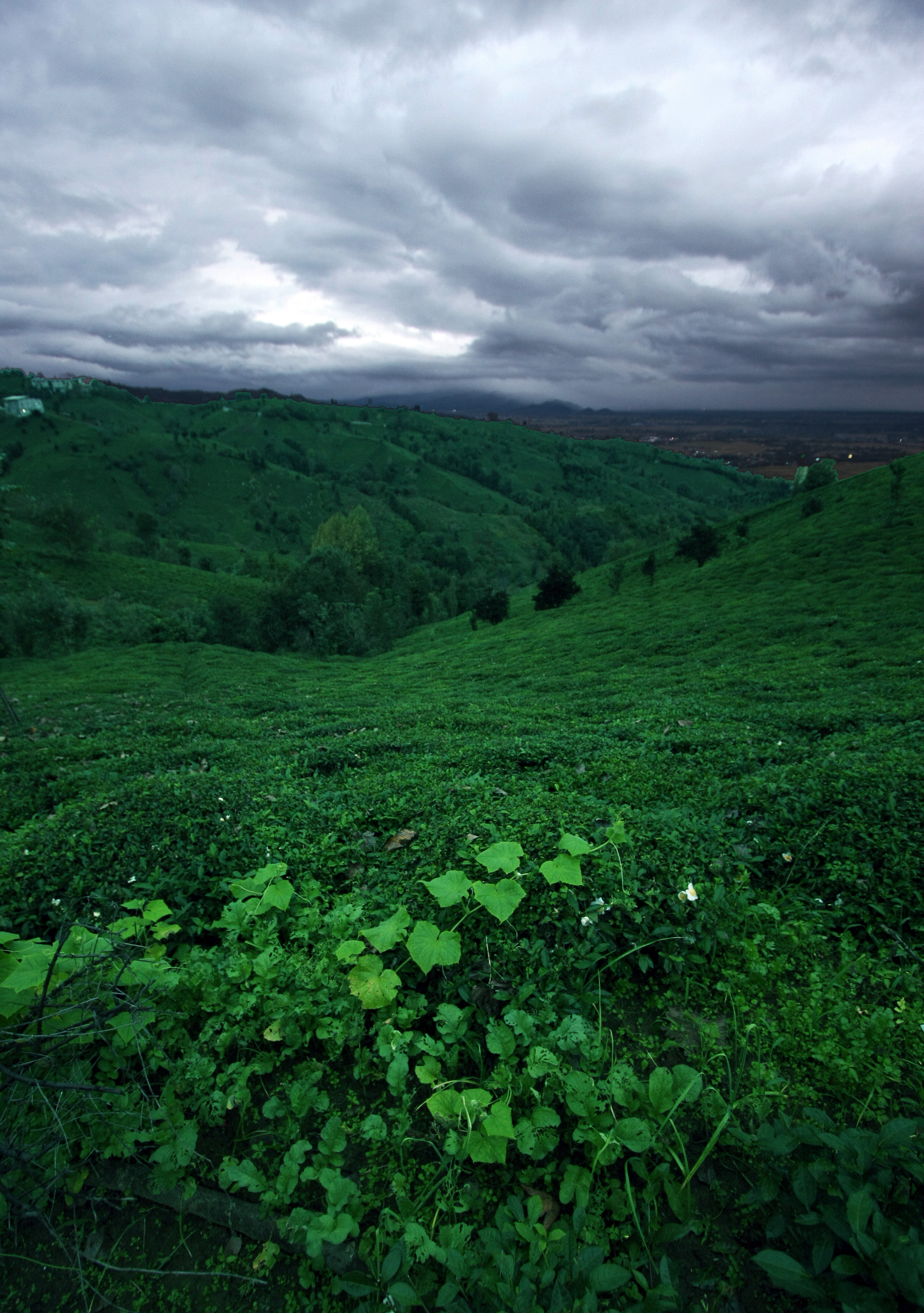
کشتزار چای در گیلان.

امروزه مصرف چای، یکی از اجزای جدایی ناپذیر زندگی عادی مردم در ایران است. اما سابقه مصرف چای در ایران، کمتر از دو سده است. با این حال، برخی معتقدند که پیشینهٔ مصرف چای در ایران به سده دوم میلادی می‌رسد و برخی از جهانگردان از چایخانه‌هایی سخن گفته‌اند که بزرگان و توانگران در آن جا جمع می‌شدند و چای می‌نوشیدند. 
مشخص نیست ایرانیان چه زمانی اولین بار با این نوشیدنی آشنا شدند. ابوریحان بیرونی در کتاب الصیدنه اش که در نیمهٔ اول سده پنجم نوشته شده، جزئیاتی در خصوص گیاه چای و استفاده از آن به عنوان نوشیدنی در تبت و چین آورده است. ظاهراً عادت چای نوشی تا سده هفتم هجری به غرب آسیا نرسیده و ممکن است مغول‌ها در اشاعهٔ آن تأثیر داشته باشند. امیرکبیر، ممکن است نقشی در ترویج چای در ایران داشته باشد؛ او از دولت فرانسه دو دست ظروف چای خوری، شامل سماور نقره‌ای، و یک عدد دیگر را از تاجری روس دریافت کرد. امیر کبیر انحصار سماورسازی با یارانهٔ دولتی را به استادکاری در اصفهان اعطا کرد.
کشت چای در ایران، از سال ۱۳۱۴ هجری قمری آغاز شد. در این سال، یکی از رجال آن دوره به نام محمد میرزا کاشف السلطنه که به عنوان ژنرال کنسول ایران در هند مأمور به خدمت بود، توانست در بازگشت به ایران، چند بته چای را با زحمت فراوان وارد ایران کند. وی با توجه به مطالعاتی که بر روی انواع چای و نحوه کشت آن‌ها نموده بود، شهر لاهیجان را به دلیل وجود هوای مناسب برای کشت چای انتخاب کرد. این شهر امروز به عنوان مرکز کشت چای در ایران درآمده است و انواع مختلف چای مانند چای ایرانی عطر گیلان در آنجا تولید می‌شود. مقبرهٔ کاشف‌السلطنه در لاهیجان امروز به صورت گنجینهٔ تاریخ چای ایران در لاهیجان درآمده است.
سهم ایران ۴ تا ۵/۴ درصد از مصرف کل چای جهان است.
از سی و دو هزار هکتار مزارع چای ایران هشت درصد آن برای استان مازندران و ۹۲ درصد بقیه از آن گیلان است.

## تولیدکنندگان چای در جهان

مقایسه تولید سالانه چای در ایران و برخی کشورهای دیگر- طبق نمودار روند تولید سالانه چای در ایران از ۱۹۹۰ تا ۲۰۱۷ نرخی نزولی داشته در حالیکه ترکیه از سال ۲۰۰۴ از ایران پیشی گرفته و تا به امروز روندی صعودی داشته است.

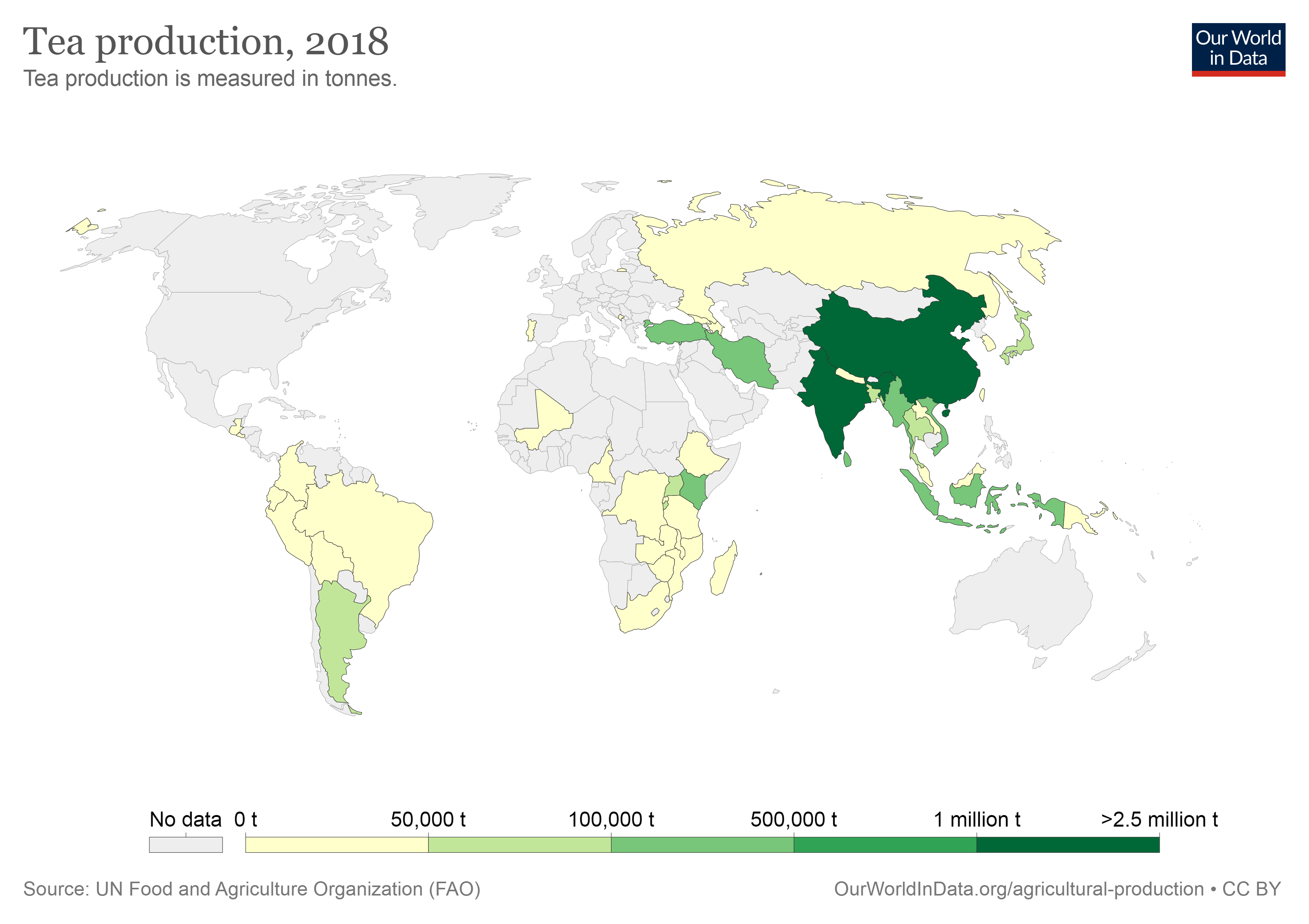
نقشه جهانی تولید چای در سال ۲۰۱۸ بر حسب تن.

| ده کشور برتر تولیدکننده چای - سال ۲۰۲۰ | ده کشور برتر تولیدکننده چای - سال ۲۰۲۰ |
| کشور                                   | میزان تولید (تن)                       |
| -------------------------------------- | -------------------------------------- |
| چین                                    | ۲٬۹۷۰٬۰۰۰                              |
| هند                                    | ۱٬۲۰۰٬۰۰۰                              |
| کنیا                                   | ۴۳۰٬۰۰۰                                |
| سری‌لانکا                               | ۳۴۰٬۰۰۰                                |
| ویتنام                                 | ۲۱۴٬۰۰۰                                |
| ترکیه                                  | ۲۱۲٬۰۰۰                                |
| ایران                                  | ۱۶۰٬۰۰۰                                |
| اندونزی                                | ۱۴۰٬۰۰۰                                |
| آرژانتین                               | ۱۰۰٬۰۰۰                                |
| ژاپن                                   | ۸٬۰۰۰                                  |
| در کل دنیا                             |                                        |

## فرهنگ چای

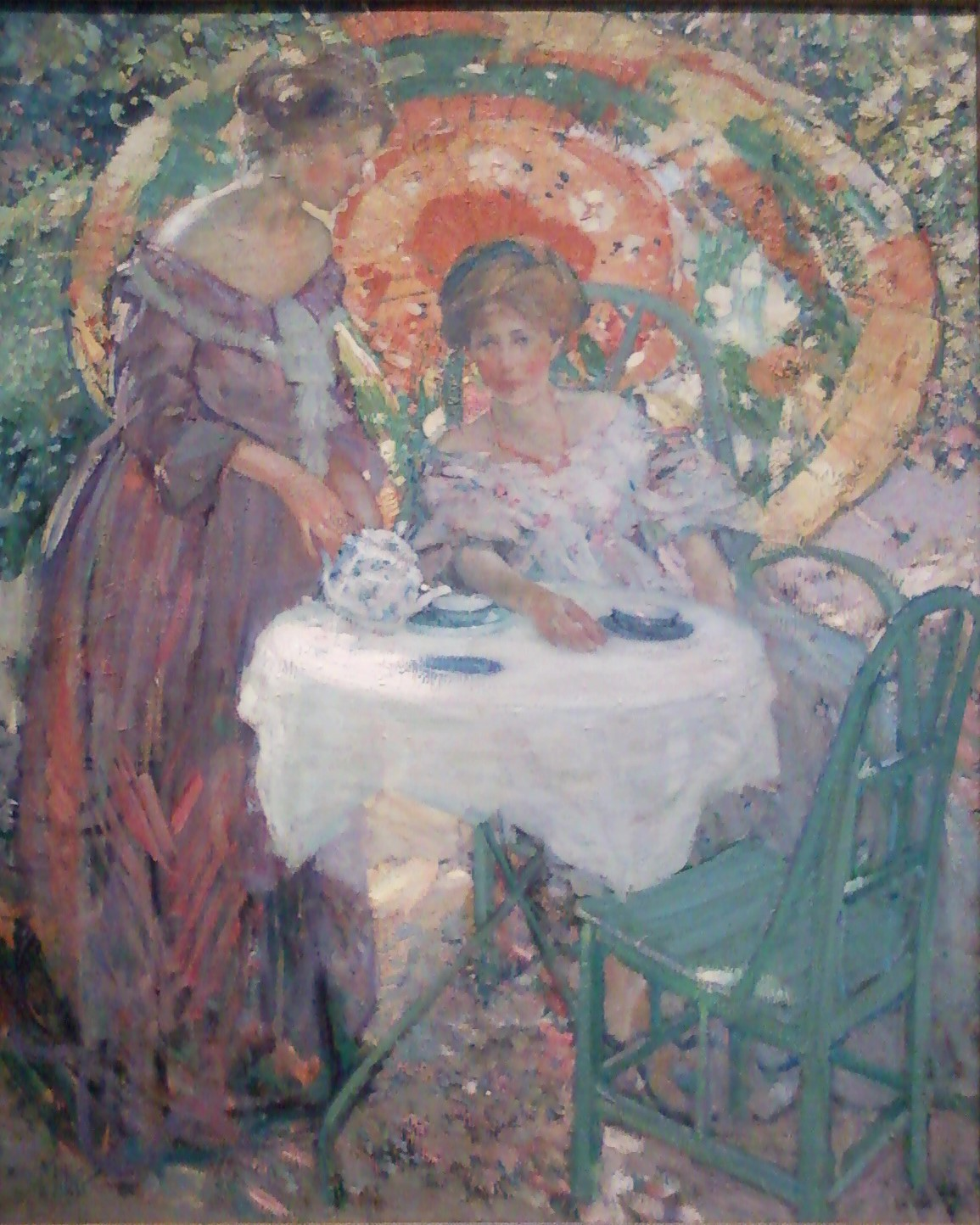
چای بعدازظهر، اثر ریچارد میلر

چای اغلب در مناسبت‌های اجتماعی همچون وعده چای بعد از ظهر و مهمانی چای (خوری) نوشیده می‌شود. در اوایل روز برای افزایش هوشیاری می‌توان صرف نمود زیرا آن شامل تئوفیلین و پیوند کافئین (که معمولاً تئین نامیده می‌شود) می‌باشد، اگر چه چای‌های بدون کافئین هم وجود دارد.
انواع مراسم چای وجود دارد که منشأ آن فرهنگ‌های مختلف می‌باشند، مراسم پیچیده، رسمی و بی‌سروصدای ژاپنی آن بیشتر شناخته شده است. نمونه‌های دیگر عبارتند از مراسم چای کره‌ای یا روش‌های سنتی دیگر نوشیدن چای در فرهنگ چای چینی.

## انواع چای
چای به ۴ دسته تقسیم می‌شود:
1. تخمیری (چای سیاه)
2. تخمیر نشده (چای سبز)
3. نیمه تخمیری (چای اولانگ و پوچونگ)
4. چای سفید

اصطلاح چای گیاهی معمولاً به مواد دم کرده میوه‌ای یا گیاهی همچون چای دانه گل سرخ، چای بابونه و چای سنجد جیلان که شامل برگ‌های چای نیست، گفته می‌شود. (موارد دیگر برای چای گیاهی که در آن از واژه «چای» استفاده نمی‌شود «جوشانده»، «دم کرده گیاهی» و «دم‌نوش» است). این گفتار منحصراً به تهیه و کاربردهای بوته چای «Camellia sinesis» می‌پردازد.
دسته‌بندی دیگری برای چای وجود دارد که به سه دسته تقسیم می‌شوند.
1. از لحاظ کشور و منطقهٔ تولید چای
2. از لحاظ ریزی یا درشتیِ خرده‌های
3. از لحاظ فراوری‌های تولیدی

## ترکیب کردن و افزودنی‌ها
تقریباً کلیه چای‌های داخل کیسه و دیگر چای‌های فروخته شده در انگلستان مخلوط هستند. این ترکیب می‌تواند در سطوح نواحی کاشت چای (مانند، چای آسام)، یا چای‌های نواحی دیگری باشد که ممکن است با آن مخلوط شوند. هدف از ترکیب، ایجاد یک طعم ثابت و نیز قیمتی مناسب‌تر برای استفاده درسال‌های مختلف می‌باشد. چای گران‌تر و با طعم بهتر می‌تواند طعم نامرغوب چای ارزان‌تر را تحت‌الشعاع قراردهد.
چای‌های گوناگونی به جز انواع خالص وجود دارند که دارای افزودنی‌ها یا فرآوری متفاوتی می‌باشند. چای به سادگی هر نوع عطری را به خود می‌گیرد، که این موضوع موجب پدید آمدن مشکلاتی در حین فرآوری، حمل و نقل یا انبارسازی چای می‌شود، اما در عین حال کاربرد ممتازی در تهیه انواع چای‌های معطر دارد.

## ترکیب شیمیایی
از نظر فیزیکی، چای دارای خواص محلول و سوسپانسیون است. محلولی از تمام ترکیبات محلول در آب که از برگ‌های چای استخراج شده است، مانند پلی فنول‌ها و اسیدهای آمینه، اما زمانی که تمام اجزای نامحلول در نظر گرفته می‌شود، سوسپانسیون است مانند سلولز موجود. دم کرده چای یکی از نوشیدنی‌های پرمصرف در سراسر جهان است. کافئین تقریباً ۳ درصد از وزن خشک چای را تشکیل می‌دهد که بسته به نوع، نام تجاری، و روش دم کردن، بین ۳۰ تا ۹۰ میلی‌گرم در هر فنجان ۲۵۰ میلی‌لیتری را شامل می‌شود. یک مطالعه نشان داد که محتوای کافئین در یک گرم چای سیاه بین ۲۲ تا ۲۸ میلی‌گرم و محتوای کافئین در یک گرم چای سبز بین ۱۱ تا ۲۰ میلی‌گرم است که این نشان دهنده تفاوت قابل توجهی در نقش فراوری در میزان کافئین است چای همچنین حاوی مقادیر کمی تئوبرومین و تئوفیلین است که محرک بوده و گزانتین‌هایی که مشابه کافئین هستند چای سیاه و سبز فاقد مقادیر قابل توجهی از ماده مغذی ضروری هستند به استثنای منگنز که به میزان نیم میلی‌گرم در هر فنجان یا ۲۶ درصد از مقدار مواد مغذی مورد نیاز روزانه وجود دارد، همچنین فلوراید گاهی در چای وجود دارد. انواع خاصی از «چای آجری» که از برگ‌ها و ساقه‌های قدیمی تهیه می‌شود، دارای بالاترین میزان فلوراید است که در اثر میزان بالای فلوراید در خاک، خاک‌های اسیدی و دم کردن طولانی چای نسبت داده می‌شود و در صورت نوشیدن زیاد این نوع از چای‌ها سلامتی انسان در معرض خطر قرار می‌گیرد
گس بودن در چای را می‌توان به وجود پلی فنول‌ها نسبت داد. اینها فراوان‌ترین ترکیبات موجود در برگ چای هستند که ۳۰ تا ۴۰ درصد از ترکیب آنها را تشکیل می‌دهند. پلی فنول‌ها شامل فلاونوئیدها، اپی گالوکاتچین گالات (EGCG) و سایر کاتچین‌ها هستند. اگرچه تحقیقات بالینی اولیه در مورد اینکه آیا چای سبز یا سیاه ممکن است در برابر بیماری‌های مختلف انسانی محافظت کند، انجام شده است، اما شواهدی وجود ندارد که نشان دهد پلی فنول‌های چای تأثیری بر سلامتی یا کاهش خطر بیماری دارند.

## خواص و فواید
مصرف دم‌کردهٔ چای باعث تسریع حرکات تنفسی، سرعت در گردش خون، رفع خواب‌آلودگی، احساس تجدید نیرو، تقویت نیروی فکری، گوارش بهتر غذا و تعریق می‌شود از این رو چای را هنگام خستگی، ضعف عصبی، میگرن، بیماری‌های قلبی و آسم می‌توان تجویز نمود.
در پژوهش‌های امروزی مشخص شده است که چای ممکن است در کاهش خطر برخی بیماری‌های مزمن عمده مثل سکته، حمله قلبی و بعضی سرطان‌ها مفید باشد، این مطلب را دکتر جان وایسبرگر، عضو بلندپایه مؤسسه بهداشت آمریکا، واقع در یک مرکز تحقیقاتی در نیویورک اعلام می‌کند.
نوشیدن چای می‌تواند از پوسیدگی دندان‌ها جلوگیری کند؛ این‌ها اخبار بسیار خوبی برای مردم تمام دنیاست چون چای پس از آب پر مصرفترین نوشیدنی در دنیاست و روزانه یک میلیارد فنجان چای در دنیا نوشیده می‌شود.
در بسیاری فرهنگ‌ها در سراسر تاریخ، چای به عنوان یک معجون شفابخش تلقی شده است. بیش از هزار سال قبل راهبان بودایی به دلایل مذهبی چای می‌نوشیدند و معتقد بودند که در زمان درون‌پویی به بیدار ماندن آن‌ها کمک می‌کند.
راهبان بودایی همچنین معتقد بودند چای دارای نیروهای شفابخش است و همراه با گسترش بودیسم، چای و تقاضا برای آن نیز افزایش یافت. یکی از بزرگان ژاپنی سده سیزدهم بنام «شوگون» در اثر پرخوری در آستانه مرگ قرار گرفته بود که یک راهب به او رژیم چای توصیه کرد و او بهبود پیدا کرد. همین کافی بود تا مردم ژاپن بیشتر به دم کردن چای روی بیاورند.
یکی از دلایل این که دم کردهٔ چای در دوران گذشته در نجات زندگی افراد مؤثر بوده این است که آب جوشیده باکتری‌های بیماری‌زا را از بین می‌برده. براساس نتایج یک تحقیق گسترده در هلند، خطر سکته مغزی برای مردانی که روزانه چهار پنج فنجان چای می‌نوشند ۷۰ درصد کمتر است. یک تحقیق دیگر در سال ۱۹۹۳ اعلام کرد مصرف زیاد چای، حمله قلبی مهلک را کاهش می‌دهد.

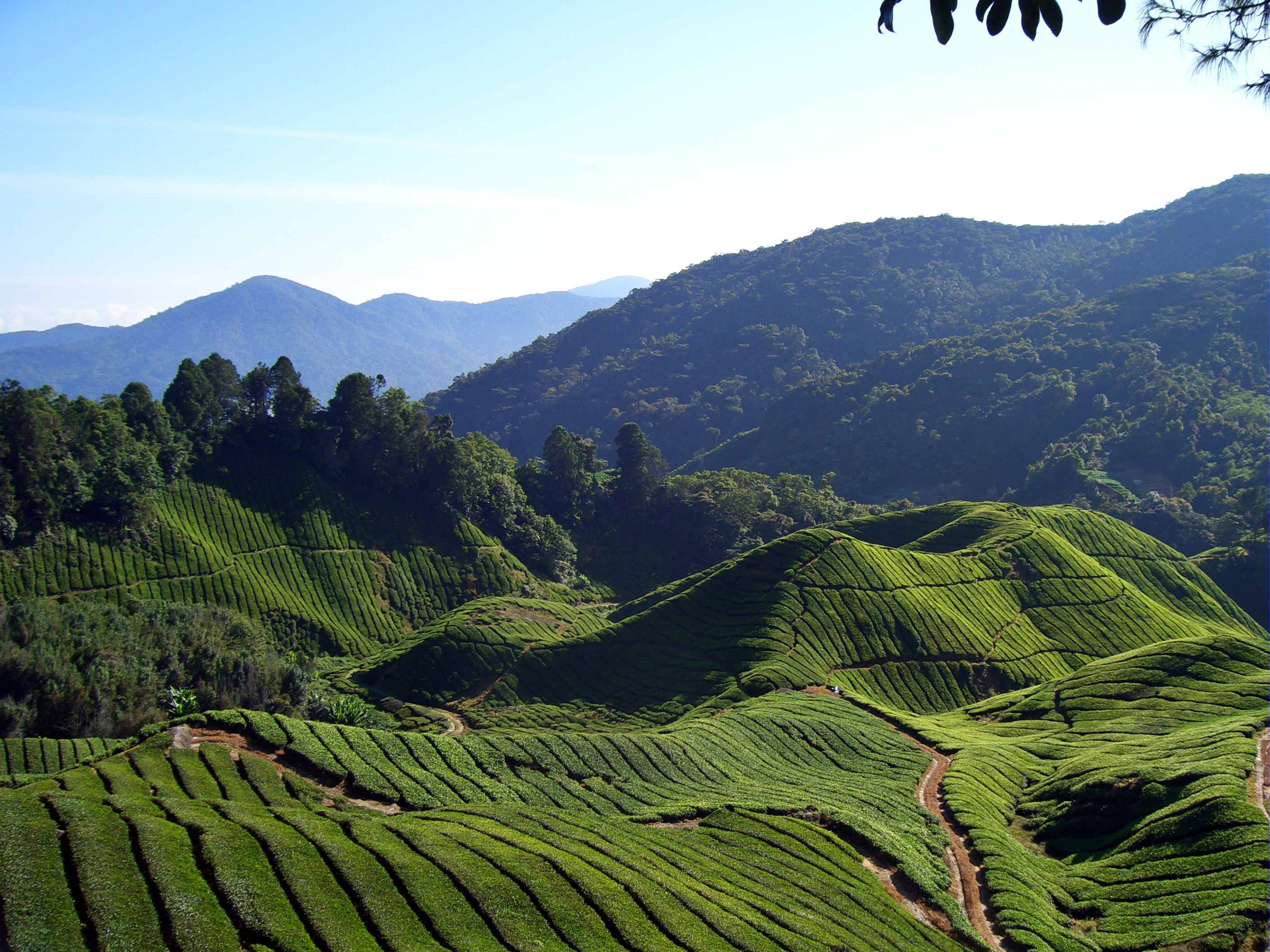
کشت چای در ارتفاعات کامرون در کشور مالزی

جان فولتس مدیر مرکز پیشگیری یک مدرسه پزشکی به این نتیجه رسید که چای از ایجاد لخته‌های خطرناک خون که منجر به حملات قلبی و سکته می‌شود جلوگیری می‌کند. سایر مطالعات نیز نشان می‌دهد که سطح چربی خون و فشار خون برخی مصرف‌کنندگان چای پایین‌تر است. بیش از ۲۰ تحقیق در مورد حیوانات نشان داد که چای ممکن است از بعضی سرطان‌ها مثل سرطان دستگاه گوارش، سرطان دستگاه تنفس و سرطان پوست جلوگیری کند.
«وایسبرگر» که پیشتر به نام وی اشاره شد اظهار می‌کند که نوشیدن چای همراه با خوردن مقداری میوه و سبزی یک راه چاره ارزان و آسان برای کاهش خطر برخی سرطان‌ها باشد. محققان دانشگاه حفاظت «کیس وسترن» در «کلویلند» دریافتند که مصرف چای تا ۹۰ درصد از آفتاب سوختگی منجر به سرطان پوست جلوگیری می‌کند.
«حسن مختار» متخصص پوست که یک مطالعه منتشر نشده را راهبری کرده، می‌گوید: «در آینده چای یکی از راه‌های محافظت پوست در برابر آفتاب خواهد بود.» دانشمندان تذکر می‌دهند، این که چای ممکن است در برابر برخی سرطان‌ها محافظ باشد به دلایل گوناگون بودن عوامل بیماری‌هاست.

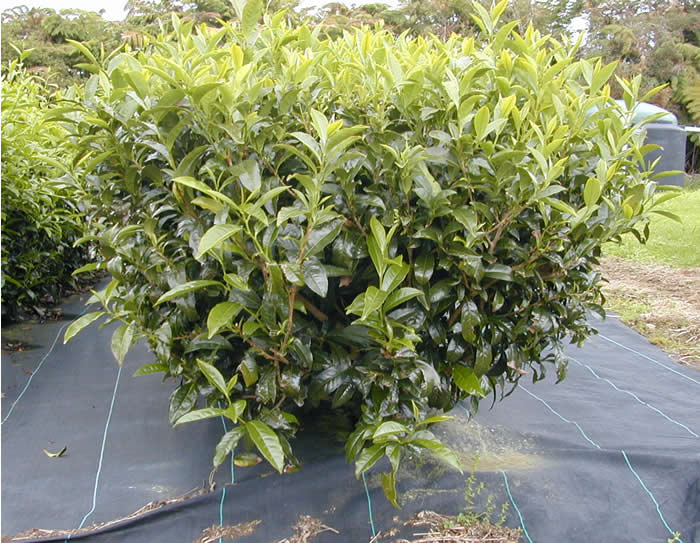
بوته چای

سرانجام این‌که چون چای حاوی فلوراید است، می‌تواند مقاومت دندان‌ها را زیاد و از پوسیدگی آن‌ها جلوگیری کند. در مطالعات آزمایشگاهی محققان ژاپنی پی بردند که چای با پیشگیری از تشکیل پلاک دندانی برخی باکتری‌های دندانی را که می‌توانند باعث بیماری لثه شوند، نابود می‌کند. چای دارای انواع پلی فنول است که آنتی‌اکسیدان‌هایی هستند که سلول‌های انسان را از صدمه محافظت می‌کنند. فلاونیدها گروهی از پلی فنول‌ها هستند که به‌طور طبیعی در چای وجود دارند. به نظر می‌رسد سطوح بالای این پلی فنول‌ها در بدن می‌تواند علاوه بر ویروس‌ها با سرطان‌های لوزالمعده، روده بزرگ، مثانه، پروستات و سینه نیز مقابله کند. ذکر این نکته نیز بجاست که چای سبز دارای سطوح بالاتری از پلی فنول‌هاست لذا در مقایسه با چای سیاه (تخمیری) مفیدتر است.
حکیم چینی «تین یی هنگ» معتقد بوده: «نوشیدن چای برای فراموش کردن غوغای دنیا است».

## تهیه
معمولاً این‌طور تصور می‌شود که بهترین روش برای تهیه چای، قرار دادن مستقیم آن در یک قوری یا در یک چای دم کنی است که اغلب با استفاده از چای کیسه‌ای انجام می‌شود. اما، چای کاملاً قابل قبول از لحاظ مصرف را می‌توان با استفاده نوع کیسه‌ای آن دم نمود. برخی افراد هم مرحله استفاده از قوری را دور (میانبر) می‌زنند و چای را به‌طور مستقیم در یک فنجان یا لیوان تهیه می‌کنند. این روش بیشتر متداول است. اما برای دستیابی به کیفیت قابل قبول چای، لازم است از اصولی برای تهیه آن پیروی شود همچون اختصاص زمان کافی دم کشیدن از طریق قرار دادن چای کیسه‌ای در داخل فنجان پیش از ریختن آب داغ.

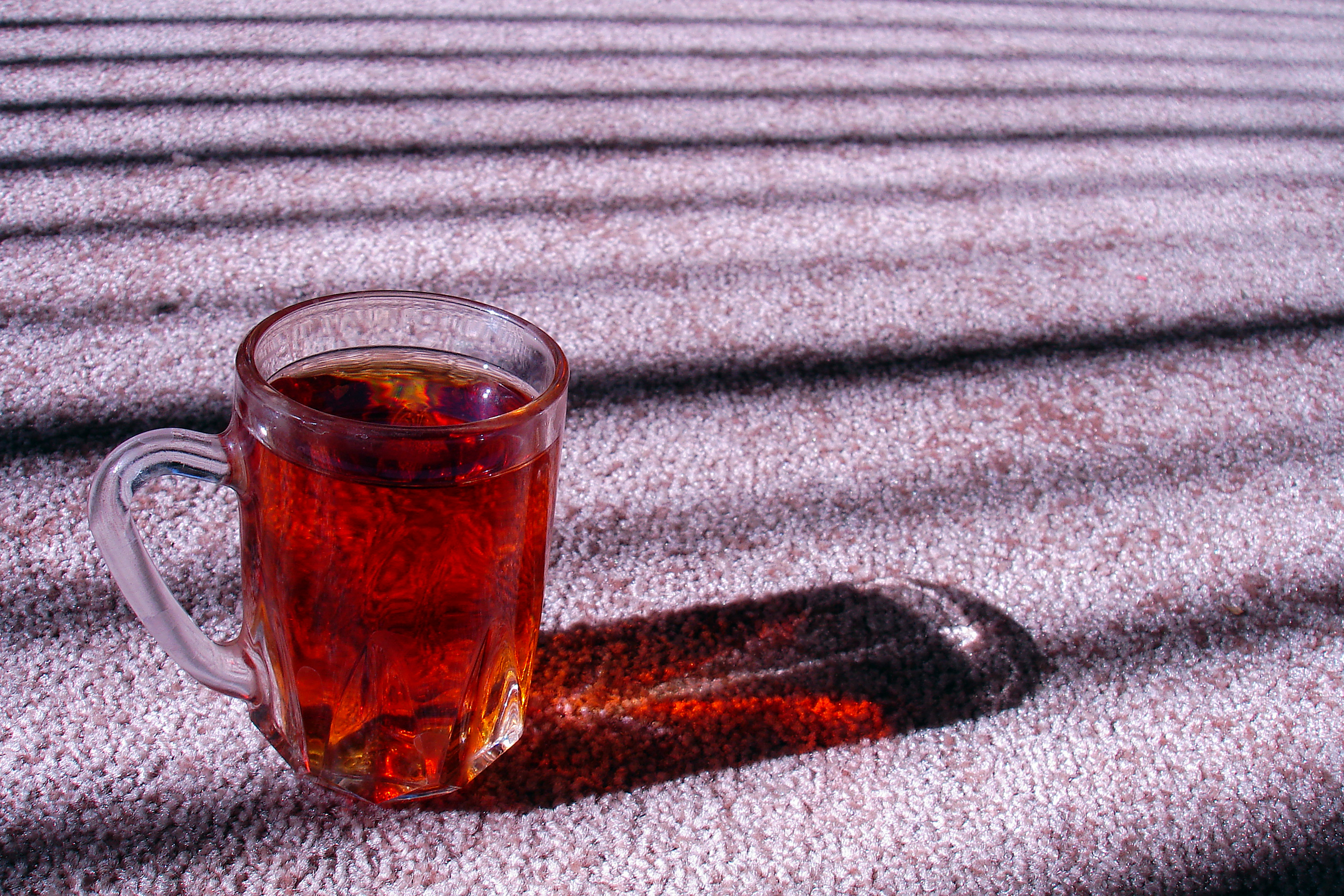
یک استکان چای ایرانی

از لحاظ تاریخی در چین، روش دم کردن چای به چند دسته تقسیم می‌شود. مرحله اول دم کردن که عبارتست از شستن فوری چای با آب، و سپس مراحل دوم وبعدی آن انجام می‌گیرد. از مرحله سوم تا پنجم تقریباً همیشه به عنوان بهترین بخش‌های عمل دم کردن چای به حساب می‌آید، اگرچه انواع چای به‌طور متفاوتی پاک و شسته می‌شوند، و ممکن است برای دم کردن آن‌ها نیاز به مراحل بیشتری از استفاده از آب جوش باشد.
به عنوان نمونه، بهترین دما برای دم کشیدن چای را براساس نوع آن می‌توان تعیین نمود. چای‌هایی که دارای دوره اکسیداسیون کوتاه باشند یا اصلاً این دوره را طی نکرده باشند، همچون چای سبز یا سفید، به خوبی در دمایی پایین حدود ۸۰ درجه سانتیگراد دم می‌کشند، درحالی که چای‌های دارای دوره طولانی اکسیداسیون، با در دمایی بالاتر از ۱۰۰ درجه سانتیگراد دم بکشند.
چای کهنه‌دم می‌تواند مواد سمی در بدن ایجاد کند و به سلامت آسیب برساند. چای کهنه، که بیش از ۱۰ دقیقه دم کشیده، رنگ سیاه و طعم نامطلوبی دارد و می‌تواند باعث یبوست، افزایش خستگی و تحریک اسید معده شود..

### تهیه انواع چای
1. چای سیاه: آبی که به چای سیاه افزوده می‌شود باید در دمای جوش باشد، به استثنای چای‌های مرغوب‌تر که در آن‌ها دمای پایین‌تری توصیه می‌شود. این می‌تواند تأثیر فراوانی بر طعم نهایی نوع چای مصرفی داشته باشد. یکی از معمول‌ترین اشتباهات زمانی رخ می‌دهد که چای سیاه با استفاده از آبی با درجه حرارت پایین دم شود. چون نقطه جوش آب با افزایش ارتفاع زمین کاهش می‌یابد، درست دم کردن چای سیاه در نقاط کوهستانی بیشتر با مشکل مواجه است. همچنین توصیه می‌شود که قوری چای پیش از دم کردن آن گرم شده باشد که این کار را می‌توان به سادگی با افزودن مقداری آب جوش در آن و کمی گرداندن در آن پیش از خالی کردن آن، انجام داد. چای سیاه را نباید کمتر از ۳۰ثانیه یا بیشتر از ۵ دقیقه جوشاند. (به این فرایند دم کردن یا [از لحاظ گویشی] در بریتانیای کبیر «جا افتادن» (mashing) گویند) پس از آن ماده تانین (tannin) آزاد شد، با عامل تحریک‌کننده تئوفیلین و کافئین مقابله نموده و چای را تلخ‌تر می‌سازد. (به این نقطه در زبان انگلیسی بریتانیایی «جوشیده» (stewed) گفته می‌شود) بنابراین برای عمل آوردن چای، نباید اجازه داد که چای برای بیش از ۳–۲ دقیقه بجوشد. هنگامی که چای به حد کافی دم کشید تا باب میل نوشنده آن باشد، در زمان مصرف باید تفاله آن را گرفت.

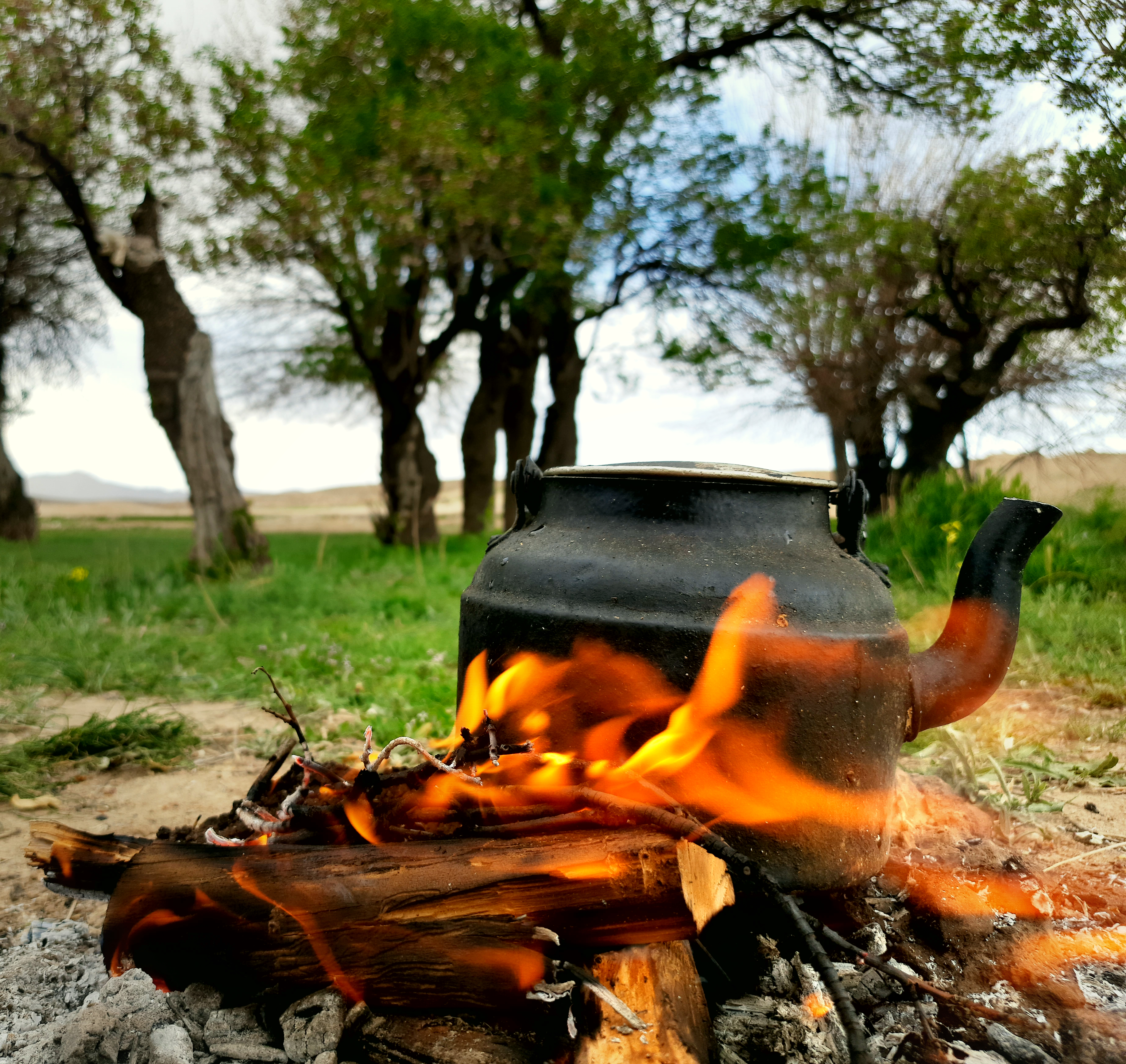
جوشاندن آب بر روی آتش برای تهیه چای آتیشی که روشی محبوب برای تهیه چای در ایران است.

1. چای سبز: برای چای سبز بر طبق بیشتر موارد باید در حدود ۸۰ تا ۸۵ درجه سانتیگراد دما داشته باشد؛ هرچه کیفیت برگ‌ها بهتر باشد این دما پایین‌تر است. آب داغ‌تر موجب سوختن برگ‌های چای سبز و در نتیجه طعم تلخ برای آن است. ترجیحاً، ظرف محتوی چای در هنگام دم کردن، لیوان دسته دار، یا قوری باید از قبل گرم شده باشد تا چای فوراً سرد نشود.
2. چای اولانگ : انواع چای اولانگ باید در دمایی بین ۹۰ تا ۱۰۰ درجه سانتیگراد دم شود و مجدداً ظرف دم کنی باید پیش از ریختن آب باید گرم باشد. برای دستیابی به نتیجه بهتر استفاده از آب چشمه مناسب است زیرا املاح معدنی موجود در آب چشمه موجب بیشتر معلوم شدن طعم چای می‌شود.
3. چای ممتاز یا مرغوب: برخی چای‌ها به خصوص انواع چای سبز یا چای مرغوب اولانگ یا دارجلینگ طی مدت کوتاه‌تری دم می‌کشند، و برخی اوقات کمتر از ۳۰ ثانیه. با استفاده از چای‌صاف‌کن در پایان زمان دم کشیدن اگر از چای کیسه‌ای استفاده نشده باشد، می‌توان برگ‌های آن را از آب جدا کرد.
4. دم کردن: به منظور حفظ ماده اولیه (تانین) در چای بدون نیاز به ریختن تمام آن در فنجان‌ها، می‌توان از یک قوری دیگر استفاده نمود. بهترین نوع قوری دم کشیدن چای، جنس سفالی و غیر بلوری آن است؛ قوری‌های ایزیانگ بهترین نمونه بوده و به خاطر استفاده از گل سفال دارای کیفیت بالا در ساخت شان معروف هستند. قوری دم کنی چای عموماً از جنس چینی است تا گرما را در خود بهتر نگه دارد. قوری‌های ساخته شده بزرگتر سده ۱۹ برای دم کردن چای، بسیار کمیاب و گران‌قیمت بودند. مصرف‌کنندگان مجرب اغلب تأکید می‌کنند که به هنگام دم کشیدن چای نباید آن را به هم زد یا جابجا کرد. (برخی اوقات این عمل را در بریتانیا «هم زدن» (winding) گویند) که این عمل موجب کاهش رنگ چای خواهد شد اما احتمالاً اسید تانیک (tannic acid) هم از آن خارج می‌شود که همان کاری می‌کند که جوشیدن طولانی آن با چای خواهد نمود. به همین دلیل نباید با فشار دادن چای کیسه‌ای آخرین قطرات آن را گرفت؛ اگر چای پررنگ تری می‌خواهید باید از برگ‌های بیشتر چای استفاده شود.

### افزودنی‌ها
افزودنی‌های متداول به چای شامل شکر یا عسل، لیمو، شیر، عصاره میوه جات است. برخی از کارشناسان از افزودن خامه به آن به دلیل تقویت بیش از حد طعم آن خودداری می‌کنند. آنچه از این قاعده مستثناست، استفاده از چای‌های بسیار مقوی همچون معجون چای جزایر فریزلند شرقی است. اما، تصور بر این است که شیر مقدار ماده تانین باقی‌مانده را خنثی کرده و اسیدیته آن را کاهش می‌دهد.
زمانی که در چای از شیر استفاده می‌کنیم، برخی افراد به هنگام استفاده از چای، شیر سرد را به چای اضافه می‌کنند؛ در اینجا چای را نباید جوشاند که در نتیجه موجب ایجاد امولسیون و طعم بهتر آن می‌شود.
از لحاظ اجتماعی ترتیب صحیح به این صورت است: چای، شکر، شیر، اما این روال پیش از ابداع یخچال رسم بوده است. اهمیتی ندارد که این روال تنها در سده بیستم رایج شده باشد. مقدم بر این، لیوان‌های معمولی سفالی بکار رفته قادر به حفظ دمای چای نبوده‌اند، و از این جهت روال بر افزودن چای به شیر بوده است. این روال در مورد چینی ظریف (فراتاب) صادق نیست.
درابتدا افزودن شیر، چای را غلیظ‌تر می‌کند و شکر در آن سخت‌تر حل می‌شود در صورتی که مایع مزبور در فنجان داغ نباشد. علاوه براین، مقدار شیر مورد استفاده به‌طور طبیعی تعیین‌کننده رنگ چای است، از اینرو تا جایی شیر افزوده می‌شود که از آن رنگی مطلوب به دست آید. اگر اول شیر افزوده شود، تعیین نتیجه این کار بیشتر براساس حدس و گمان خواهد بود. البته، اگر چای در داخل یک لیوان دسته دار دم شود، زمانی که چای کیسه‌ای برداشته شد باید شیر به آن افزوده شود.
در نواحی سردسیر تر همچون مغولستان و نپال، کره برای تأمین انرژی و کالری بدن به آن افزوده می‌شود. چای کره تبتی شامل نمک سنگی و کره گاو تبتی است، که پس از آن تقریباً همچون ظرف کره‌گیری (خیک)، آن را به شدت هم زده و تکان می‌دهند. طعم این نوشیدنی بیشتر شبیه یک آبگوشت پر ملات می‌شود تا چای، و ممکن است افرادی که عادت به نوشیدن آن ندارند با دیده اغماض آن را دارای طعمی مطلوب بیان کنند.
در بریتانیای کبیر، افزودن شیر در ابتدای تهیه آن از لحاظ تاریخی یک روش منسوب به طبقه پایینتر جامعه برای تهیه چای است؛ طبقات بالاتر جامعه همیشه بعد از آن شیر به آن می‌افزایند. ریشه این تفاوت را چنین می‌توان بیان نمود که لیوان‌های دسته دار کمتر مرغوب سفالی طبقه کارگر ممکن است بشکند اگر چای جوشان و داغ به‌طور مستقیم به آن‌ها افزوده شود، درحالی که فنجان‌های چینی لعاب‌دار طبقه بالای اجتماعی نمی‌شکند. هم‌اکنون، انتخاب این روش بیشتر می‌تواند به سلیقه و ترجیح شخصی مربوط شود.
روغن درخت چای ضد جوش
که بر طیف وسیعی از باکتری‌ها و قارچ‌ها اثر کرده و با از بین بردن باکتری‌های مولد جوش‌های جوانی به رفع ان کمک شایانی می‌نماید. از محسنات تی تری اویل طبیعی بودن و در نتیجه عدم ایجاد التهاب می‌باشد. آلوئه ورا دارای اثرات متعددی نظیر مهار رشد باکتری‌ها و در نتیجه مقابله با تشکیل آکنه و کمک به بهبود آن، التیام اثرات سوء ناشی از قرارگرفتن در معرض آفتاب، بهبود زخم‌ها و تحریک سنتز کلاژن و الاستین می‌باشد. گلیسیرین موجود در این فراورده یک نرم‌کننده بسیار قوی بوده و ویتامین E موجود در این محصول آنتی‌اکسیدانی قوی بوده و از تشکیل رادیکال‌های آزاد جلوگیری می‌نماید.

## شامپو چای سبز
چای سبز برگ‌های خشک گیاه کاملیا سینن سیز است که خواص همچنین خاصیت آنتی‌اکسیدانی آن نسبت به ویتامین ای و سی به ترتیب ۱۰۰–۲۵ برابر بیشتر است. امروزه دانشمندان دریافته‌اند که کاتچین اختصاصی چای سبز یا اپی گالوکاتچین -۳- گالات می‌تواند تولید و فعالیت‌های بیولوژیکی هورمون‌های جنسی را تعدیل کند و در نتیجه کاهش فعالیت هورمون‌های جنسی و تجویز اپی گالوکاتچین -۳- گالات برای درمان مشکلات مرتبط هورمونی مانند طاسی در ریزش مو مفید می‌باشد. چای سبز همچنین از عملکرد آنزیم Caspase ۱۴ جلوگیری می‌کند و در از بین بردن شوره سر نقش ویژه‌ای دارد؛ لذا با استفاده از شامپو چای سبز به جلوگیری از ریزش مو، کاهش چربی بیش از حد مو و در درمان شوره سر خود کمک کنید. اثرات شگرف شامپو چای سبز در رشد مو پس از ۶ تا ۱۲ ماه قابل مشاهده خواهد بود.

## بسته‌بندی

### کیسه‌های چای
برگ‌های چای را در داخل کیسه کوچک (معمولاً کاغذی) (tea bag) بسته‌بندی می‌کنند. امروزه، تولید چای کیسه‌ای برای بسیاری از مردم کار آسان و متداولی است. اما چون ضایعات و خاک حاصل از فرآوری جدید چای نیز در بیشتر چای‌های کیسه وجود دارد، از نظر بیشتر طرفداران چای، این روش دارای طعم و کیفیت پایینی است. کاغذ مورد استفاده در کیسه چای نیز ممکن است دارای مزه خاصی باشد که از طعم اصلی چای بکاهد.
دلایل دیگری که به عنوان علت نامرغوب بودن طعم چای کیسه‌ای مطرح می‌شود عبارتند از:
- چای خشک، به سرعت طعم خود را در معرض هوا از دست می‌دهد. بیشتر چای‌های کیسه‌ای (اما نه همه آنها) دارای برگ‌های خرده شده‌ای هستند که نسبت بالای فضای سطح اشغال شده به حجم این برگ‌ها در کیسه‌های چای آن‌ها را بیشتر در معرض هوا قرار می‌دهد، و بنابراین سبب می‌شود تا آن‌ها زودتر بیات شوند. برگ‌های سبز چای ممکن است دارای اندازه‌های بزرگ‌تری باشد و کلاً دست نخورده و بدون نقص باقی بماند.
- پهن کردن برگ‌ها در این کیسه‌ها روغن‌های چاشنی‌دار آن را خارج می‌سازد.
- برگ سبز چای مرغوب به صورت آکبند بسته‌بندی می‌شود.

### چای متراکم (فشرده)
مقدار فراوان چای را نیز می‌توان برای انبار کردن و نگهداری جهت رسیدن به کیفیت مطلوب، متراکم نمود. معمولاً چای پوئر را فشرده نموده و سپس با یک کارد کوچک برگ‌های آن را از هم باز می‌کنند. بیشتر اوقات چای فشرده را نسبت به برگ سبز چای برای مدت طولانی‌تری می‌توان انبار نمود.

### قالب‌های چای
یکی از جدیدترین اشکال مصرف چای، به عنوان نمونه دیگری از چای کیسه‌ای، چای قالبی است.
چای قالبی ابتدا در اوسط دهده ۱۹۹۰ در هلند ابداع شد، که در آن کشور شرکتی به نام (Venezia Trading)، یک قالب چای به نام تیکولینو تولید نمود. تیکولینو به عنوان قالب‌های جداگانه چای ساخته می‌شود که در آن فناوری دم کردن برگ‌های چای در داخل کارخانه با آزاد شدن طعم و عطر آن مورد استفاده قرار می‌گیرد.

### چای فوری
در زمان‌های اخیر، چای‌های فوری همچون قهوه فوری خشک و منجمد، رایج شده است. چای فوری در دهه ۱۹۳۰ ابداع شد، اما تا اواخر دهه ۱۹۵۰ جنبه بازرگانی و تجاری پیدا نکرد، و تنها تا همین زمان اخیر بوده که متداول شده است. این محصولات با افزودن چاشنی‌هایی همچون وانیل، عسل یا میوه عرضه می‌شود، و همچنین می‌تواند شامل شیرخشک هم باشد. محصولات مشابهی نیز برای چای سرد فوری وجود دارد که به دلیل سهولت مصرف خود نیازی به آب جوش ندارد. کارشناسان چای به این محصولات به دلیل فداکردن گوارایی طعم چای در برابر سهولت مصرف آن، انتقاد می‌نمایند.

## انبارسازی
انبار کردن چای برای حفظ طعم چای خالص ضروری است. چون چای بسیار آسان رطوبت و بوهای محیط را جذب می‌کند لذا لازم است تا آن را در انواع کانتینرهایی نگهداری کنند که از بوهای تند به دور باشد. یک روش نگهداری مقادیر کم برگ سبز چای، نگهداری در ظرف حلبی یا شیشه‌ای است. این ظروف با دور نگهداشتن چای از رطوبت و نیز بوهای خارجی، موجب حفظ طعم اصلی چای می‌شوند. روش‌های دیگر برای نگهداری چای شامل قراردادن چای در کیسه‌های آکبند است. به هنگام انبارسازی چای باید آن را از نور خورشید، بوهای تند، و رطوبت دور نگهداشت. برای مقادیر بیشتر چای بهتر آنست که آن را داخل یک کانتینر سردکن (مبرد) قراردهند. ابتدا چای را داخل یک لفاف کاغذی قهوه‌ای رنگ بپیچید و سپس آن کاغذ را برای دور نگهداشتن چای از رطوبت درون کاغذهای قهوه‌ای رنگ دیگر دوباره لفافه بندی کند. بعد چای را داخل کانتینر کولر دار قرار دهید که چیزی به جز چای درون آن نیست و به خوبی هم در آن بسته می‌شود. سپس چای را به مکانی سرد به دور از رطوبت و بو منتقل سازید. طول زمانی که شما می‌توانید چای را در آن مدت انبار کنید به نوع آن بستگی دارد. برخی چای‌ها همچون گل چای در طول یکماه یا همین حدود، خراب می‌شوند، اما گروه دیگر ممکنست طی گذشت زمان بهتر نیز بشوند.